# Slovacchia
La Slovacchia (in slovacco ), ufficialmente Repubblica Slovacca (Slovenská republika), è uno Stato senza sbocco al mare costituito come repubblica parlamentare, situato nell'Europa centro-orientale. Ha una popolazione di circa 5 milioni di abitanti e un'area di circa 49 000 km2. La città più grande, nonché capitale del Paese, è Bratislava, che dista  circa 50 km da Vienna, la seconda distanza più corta al mondo tra due capitali di Stato. La seconda città per popolazione è Košice, mentre altre città importanti sono Prešov, Nitra, Žilina, Banská Bystrica, Trnava e Trenčín.
Il Paese confina a nord-ovest con la Repubblica Ceca, a nord con la Polonia, a est con l'Ucraina, a sud con l'Ungheria e a sud-ovest con l'Austria. Circa due terzi dello Stato sono montuosi: il gruppo montuoso che la interessa è quello dei Carpazi, le cui vette maggiori sono quelle della catena dei Monti Tatra.  È uno Stato membro dell'Unione europea, della NATO, delle Nazioni Unite, dell'OCSE e dell'OMC. La lingua ufficiale è lo slovacco, appartenente al ceppo delle lingue slave.
Gli slavi arrivarono in quello che oggi è il territorio slovacco tra il V e il VI secolo durante le invasioni barbariche. Nel corso della storia, diverse parti del territorio attuale appartennero al Regno di Samo (il primo ente politico conosciuto degli Slavi), al Principato di Nitra, alla Grande Moravia, al Regno d'Ungheria, all'Impero austro-ungarico e alla Cecoslovacchia. Il 30 ottobre 1918 venne approvata la "Dichiarazione di Martin", o "Dichiarazione del popolo slovacco", col quale veniva riconosciuto il Consiglio nazionale come unico organo rappresentante del popolo slovacco. Una prima Repubblica slovacca indipendente è esistita brevemente durante la seconda guerra mondiale, quale Stato fantoccio della Germania nazista, dal 1939 al 1944. Dal 1945 la Slovacchia tornò a far parte nuovamente della Cecoslovacchia. La separazione della Repubblica Federale Ceca e Slovacca in Cechia e Slovacchia è avvenuta il 1º gennaio 1993.
La Slovacchia rientra nel gruppo dei Paesi sviluppati. Nel 2004 è entrata a fare parte dell'Unione europea e nel 2009 ha adottato l'euro. La Slovacchia, la Slovenia, l'Estonia, la Lettonia e la Lituania sono gli unici Stati del passato blocco orientale a far parte allo stesso tempo dell'Unione europea, dell'eurozona, della zona Schengen e della NATO. Il Paese è anche membro del Gruppo di Visegrád.

## Storia

### Origini del nome
Il nome slovacco del Paese, Slovensko, è stato documentato per iscritto sin dal XV secolo, e deriva dall'antico nome slavo utilizzato per indicare gli slavi in generale, ovvero "Sloveni", apparso già nel IX secolo. Nel XIV secolo l'area dell'odierna Slovacchia centrale e occidentale veniva spesso chiamata “Terra di Maté” (in slovacco Matúšová zem), dal nome del potente principe magiaro Máté Csák. Dal XVI secolo invece il nome "Alta Ungheria" (in slovacco Horné Uhorsko) fu sempre più utilizzato per indicare i territori dell'odierna Slovacchia, dopo che gran parte dell'Ungheria, ad eccezione proprio della Slovacchia, era sotto il dominio turco. Proprio in questo periodo la capitale venne spostata a Presburgo (o Posonio, oggi Bratislava), mentre Nagyszombat (oggi Trnava) era diventata la sede dell'Arcivescovo di Stringonio e primate d'Ungheria.

#### Somiglianze col nome della Slovenia
L'attuale autodenominazione degli slovacchi (slavi occidentali), così come quella degli sloveni (slavi meridionali), deriva dal nome originario di tutti gli slavi, "Sloveni". Gli slovacchi chiamano il loro paese Slovensko, mentre gli sloveni chiamano il loro Slovenija. La lingua slovacca si chiama slovenčina in slovacco, quella slovena slovenščina in sloveno. Le parole per indicare la nazionalità nelle rispettive lingue è la stessa, Slovenka. L'unica grande differenza oggi è la forma maschile: mentre tra gli sloveni la forma maschile è rimasta fedele a quella originaria, ovvero Slovenec, la forma slovacca ha subìto una trasformazione nel XV secolo (sotto l'influenza ceca e polacca), per cui la parola originaria è stata sostituita dall'attuale Slovák.

### Antichità

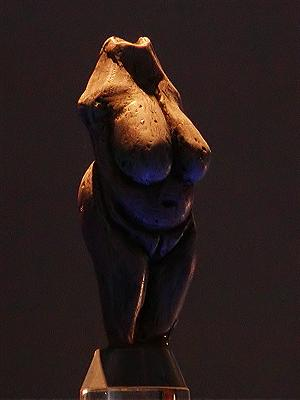
La Venere di Moravany

Il territorio dell'odierna Slovacchia era già popolato prima dell'ultima era glaciale. Numerosi ritrovamenti di oggetti della cultura gravettiana del medio Paleolitico superiore indicano la presenza di insediamenti in questo periodo, soprattutto nella Slovacchia occidentale, fino all'odierna città di Žilina, e nella Slovacchia orientale. Due reperti importanti della preistoria sono il riempimento in travertino della scatola cranica di un uomo di Neanderthal vicino a Gánovce, risalente all'ultimo periodo interglaciale (circa 100 000 anni fa) e la statuetta della Venere di Moravany (circa 22 800 anni fa).

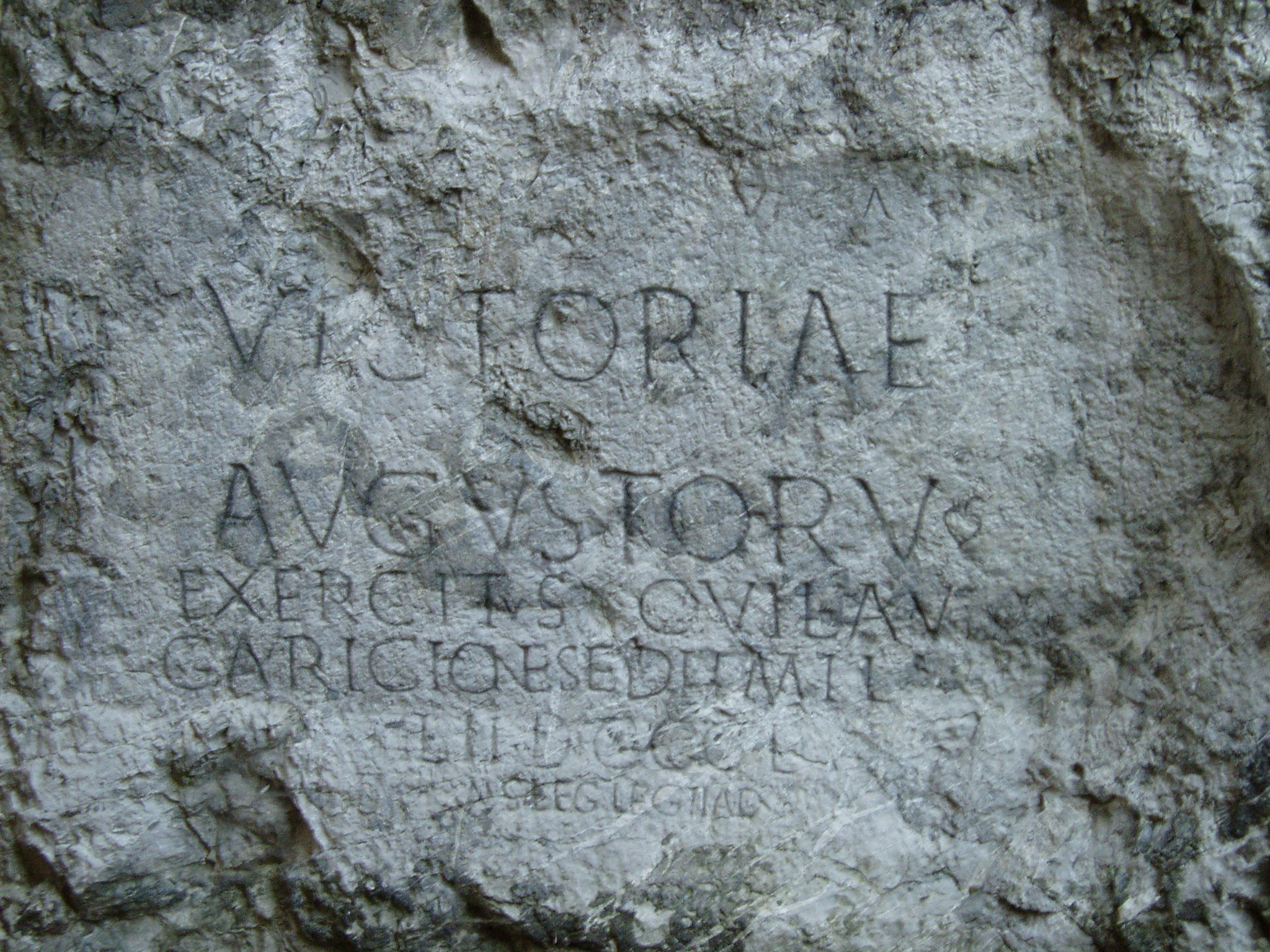
Iscrizione romana a Trenčín risalente agli anni 178-179

I primi insediamenti agricoli apparvero intorno al 5000 a.C, con numerosi reperti soprattutto nella Slovacchia occidentale e sud-orientale. Questi includono la cultura della ceramica lineare (compresa la cultura Želiezovce), la cultura di Bükk, la cultura lusaziana e la cultura di Púchov. Grandi insediamenti erano situati vicino a Spišský Štvrtok (sito di Myšia hôrka) e Nitriansky Hrádok (vicino Šurany).
I primi popoli menzionati in questa zona furono i Celti, che svilupparono un'importante cultura europea a partire dal V secolo a.C. e si stabilirono nell'attuale Slovacchia a partire dal IV secolo a.C.. I Celti determinarono un vasto sviluppo nella lavorazione del ferro, della ceramica, della lana e del lino. Le armi sono tra i reperti celtici più comuni.

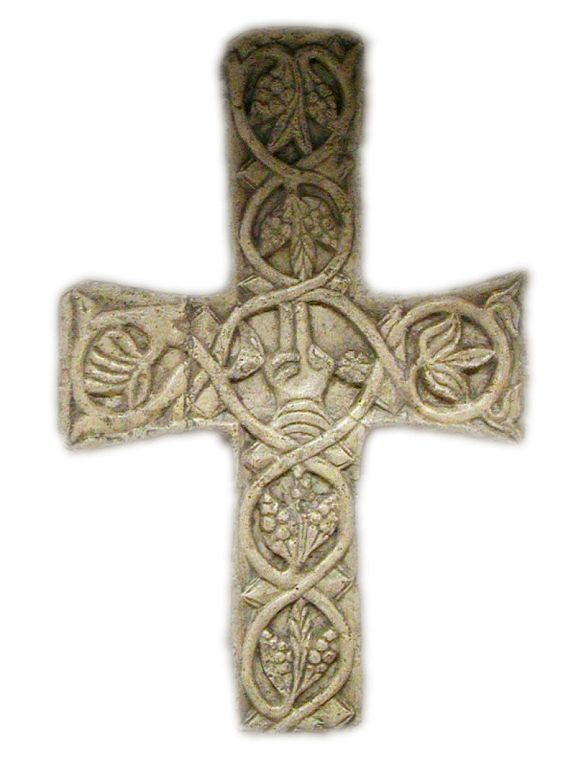
Croce paleocristiana proveniente dal castrum di Gerulata, dove forse esisteva una comunità cristiana già nel II secolo. Eventuali segni di cristianizzazione scomparirono tra il IV e il IX secolo

Nel I secolo d.C. i Celti furono sostituiti dai Quadi. La zona della Slovacchia fu quindi teatro di numerose guerre tra Quadi e Romani come testimonia, ad esempio, l'iscrizione romana rinvenuta nell'odierna Trenčín (allora Leugaricio). La presenza romana era altrimenti limitata al Limes danubiano, con accampamenti a Gerulata (oggi Rusovce) e Celemantia (oggi Iža). Singoli siti romani forniscono prove almeno sporadiche della presenza dei Romani nell'entroterra, come i resti di una casa costruita in stile romano-germanico vicino a Stupava. Intorno al 200, i Vandali si stabilirono in alcune parti della Slovacchia orientale.

Aree di insediamento longobardo

Dalla fine del IV secolo alla prima metà del V secolo l'area fece parte del territorio degli Unni. Dopo la loro caduta alla fine degli anni 450, nel 469 arrivarono nell'attuale Slovacchia gli Ostrogoti, che si spostarono poi più a ovest. I Gepidi della Germania orientale furono il popolo successivo a stabilirsi nel bacino dei Carpazi. A cavallo tra il V e il VI secolo i Longobardi raggiunsero l'attuale Slovacchia. Combatterono contro i vicini Eruli, Gepidi e Avari, ma si trasferirono poi nell'Italia del nord dal 568.

### Medioevo

#### Alto Medioevo

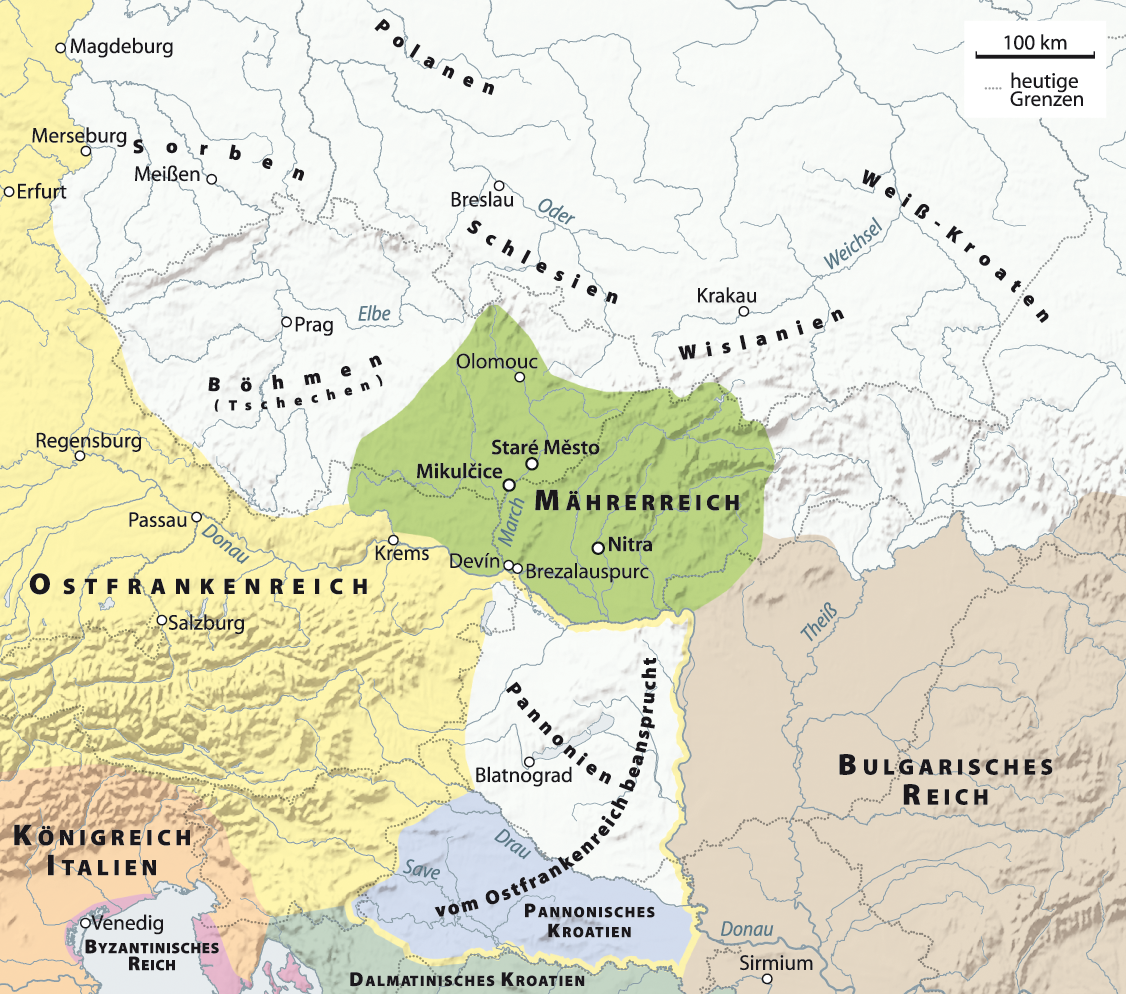
Confini approssimativi della Moravia sotto il principe Mojmir I (830–846 circa)

I Protoslavi raggiunsero l'attuale Slovacchia alla fine del V secolo e divennero il gruppo etnico dominante nel corso del secolo successivo. La loro prima entità politica potrebbe essere stata l'Impero di Samo, emerso nel VII secolo, mentre nell'VIII secolo erano sotto il dominio degli Avari. All'inizio del IX secolo nella città di Nitra sorse uno dei centri dell'Impero moravo altomedievale. Il principe Pribina — sovrano del principato di Nitra o sovrano locale della Moravia —, che risiedeva a Nitra, intorno all'828 fece inaugurare nei pressi di questa la prima chiesa cattolica dell'attuale Slovacchia; Pribina venne poi esiliato intorno all'833 dal principe moravo Mojmír I.
La Grande Moravia, che fu il primo importante stato slavo, svolse e continua ancora a svolgere un ruolo di primo piano nell'identità nazionale slovacca. Sotto il principe Rastislav (846–870) i Moravi si ribellarono più volte con successo contro il dominio dei Franchi orientali, e i sacerdoti bizantini Cirillo e Metodio introdussero lo slavo ecclesiastico antico, lingua slava scritta che avevano creato in Moravia come lingua liturgica. Il successore di Rastislav, Svatopluk I (871–894) continuò la sua politica di indipendenza e annesse la regione di Wiślanie, la Boemia e forse anche la Lusazia, la Slesia e la Pannonia, che difese con successo dagli attacchi dei Franchi orientali, dei Bulgari e dei Magiari. Dopo la morte di Svatopluk I nell'894 l'Impero Moravo, indebolito internamente da una guerra civile tra i suoi figli, crollò nel primo decennio del X secolo dopo diversi attacchi da parte dei Magiari, i quali sconfissero un esercito bavarese nella battaglia di Presburgo del 907. Nel corso del X secolo, soprattutto dopo la sconfitta magiara a Lechfeld nel 955, l'area dell'attuale Slovacchia passò gradualmente sotto il dominio del nascente stato ungherese.

#### Basso Medioevo

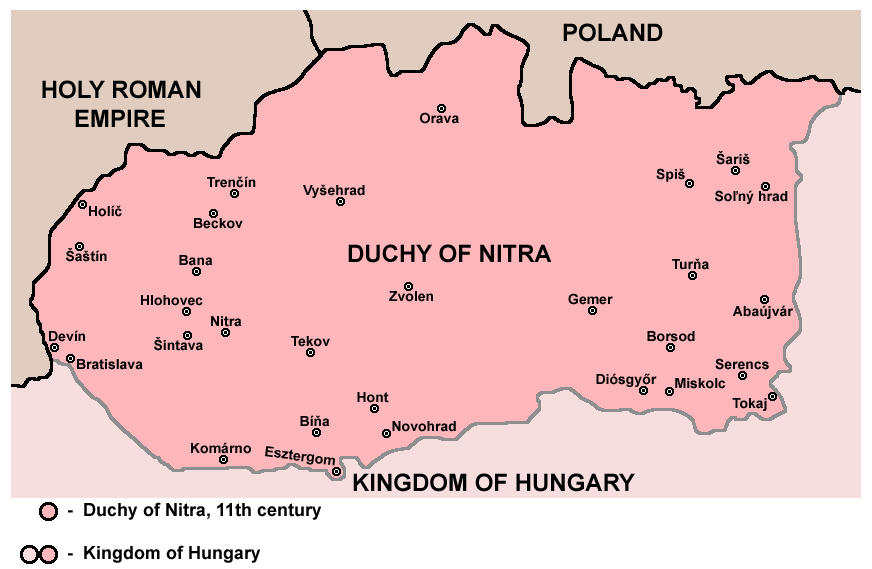
Il principato di Nitra nell'XI secolo

Nell'anno 1000 il re ungherese Stefano I fondò il multietnico Regno d'Ungheria, nel quale il territorio della Slovacchia formò un'unità amministrativa indipendente come ducato feudale fino al 1108. Successivamente il territorio della Slovacchia fu completamente integrato nel Regno d'Ungheria per più di 800 anni. Nel 1075, nel corso della cristianizzazione, fu fondato il monastero di Hronský Beňadik e intorno al 1110 fu fondata nuovamente la diocesi di Nitra. Le conquiste mongole del 1241 e del 1242 spopolarono gran parte del territorio slovacco; successivamente i coloni tedeschi (i tedeschi dei Carpazi) furono portati nell'area per reinsediarsi. Ciò favorirì il periodo di massimo splendore dell'attività mineraria della zona nel XIII e nel XIV secolo, facendovi raggiungere una rilevanza europea e mondiale. Un'altra diretta conseguenza fu poi la costruzione di numerosi castelli. Nel XIV secolo arrivarono in Slovacchia i primi Valacchi per colonizzare gli altipiani del Paese. Essi furono gradualmente assimilati agli slovacchi e poi cattolicizzati. Nello stesso periodo arrivarono anche gli ebrei. Dopo l'estinzione degli Arpadi ci fu un'anarchia feudale con diversi oligarchi (come Máté Csák), alla quale pose fine 20 anni dopo Carlo I d'Angiò. Durante le crociate hussite, tra il 1428 e il 1433, gran parte del Paese fu gravemente danneggiata. Nel 1465 fu fondata la prima università slovacca a Presburgo, oggi Bratislava, per conto del re ungherese Mattia Corvino; fu tuttavia chiusa dopo la sua morte, avvenuta nel 1490.

### Età moderna

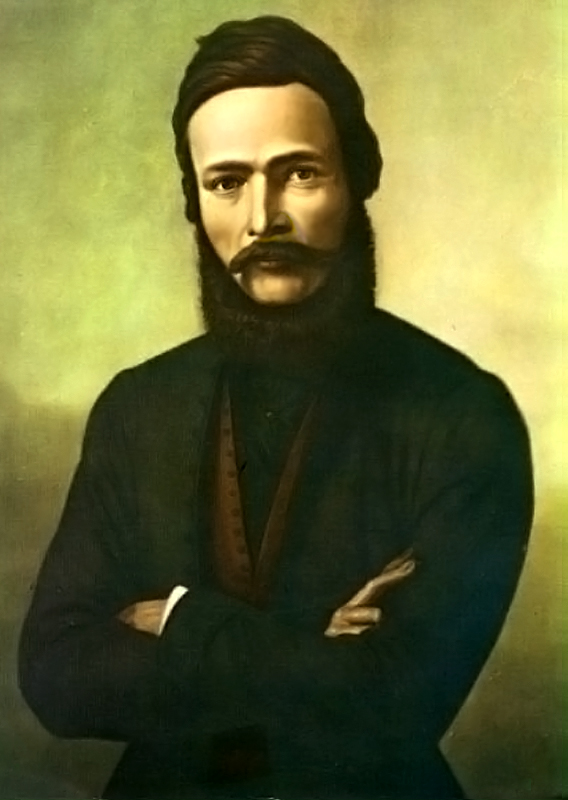
Ľudovít Štúr, codificatore della lingua slovacca scritta

Dopo la sconfitta dell'esercito ungherese contro i turchi nel 1526, l'Ungheria entrò a far parte della monarchia asburgica. Dopo che i turchi ebbero conquistato gran parte dell'Ungheria, ad eccezione dell'odierna Slovacchia, l'attuale capitale slovacca Bratislava divenne la capitale dell'Ungheria e la città dell'incoronazione dei re ungheresi (fino al 1783 e al 1830). L'attuale Slovacchia orientale è stata temporaneamente sotto il dominio del vassallo turco della Transilvania e parti della Slovacchia centrale meridionale intorno a Fiľakovo sono state governate direttamente dall'Impero ottomano. Successivamente il Paese ha sofferto quasi costantemente le guerre turche; nel XVII secolo l'Alta Ungheria (ordierna Slovacchia) è stata il centro delle rivolte anti-asburgiche dei Kuruc. La Riforma, avviata in Ungheria dal 1521, è stata contrastata nel XVII secolo dalla Controriforma. Dopo il secondo assedio turco di Vienna del 1683 gli Ottomani furono gradualmente respinti, mentre le rivolte di classe terminarono solo con la pace di Szatmár, nel 1711.
Nel XVIII secolo l’attuale Slovacchia era il centro economico del Regno d’Ungheria. Con il progressivo processo di ricostruzione del paese, la Slovacchia perse la sua posizione dominante nel regno, quando la capitale venne spostata a Buda. Alla fine del XVIII secolo iniziò il Risorgimento slovacco. Il sacerdote cattolico Anton Bernolák creò nel 1787 la prima lingua letteraria slovacca, che però non riuscì ad affermarsi. Dall'inizio del XIX secolo il movimento nazionale slovacco sotto la guida di Ján Kollár e Pavel Jozef Šafárik promosse una stretta collaborazione con il movimento nazionale ceco, attivo nella parte austriaca della monarchia. Tra le personalità principali che hanno dato un importante apporto alla formazione dell'identità nazionale slovacca si possono ricordare Ľudovít Štúr, Jozef Miloslav Hurban e Michal Miloslav Hodža. Nel 1846 Ľudovít Štúr pubblicò la lingua letteraria slovacca, che è valida ancora oggi. Sotto la guida di Štúr le associazioni armate di volontari slovacchi combatterono al fianco di croati, serbi e rumeni durante la rivoluzione ungherese del 1848 per la separazione dei loro territori dal Regno d'Ungheria dominato dai magiari, ma la rivolta fallì. Dopo il compromesso austro-ungarico del 1867, la politica repressiva di magiarizzazione minacciò l'esistenza nazionale degli slovacchi. Ad eccezione di una stretta striscia del nord-est della Slovacchia durante le battaglie invernali del 1914 e del 1915, il Paese fu risparmiato dagli effetti diretti della prima guerra mondiale.

### Età contemporanea

#### Primo Novecento

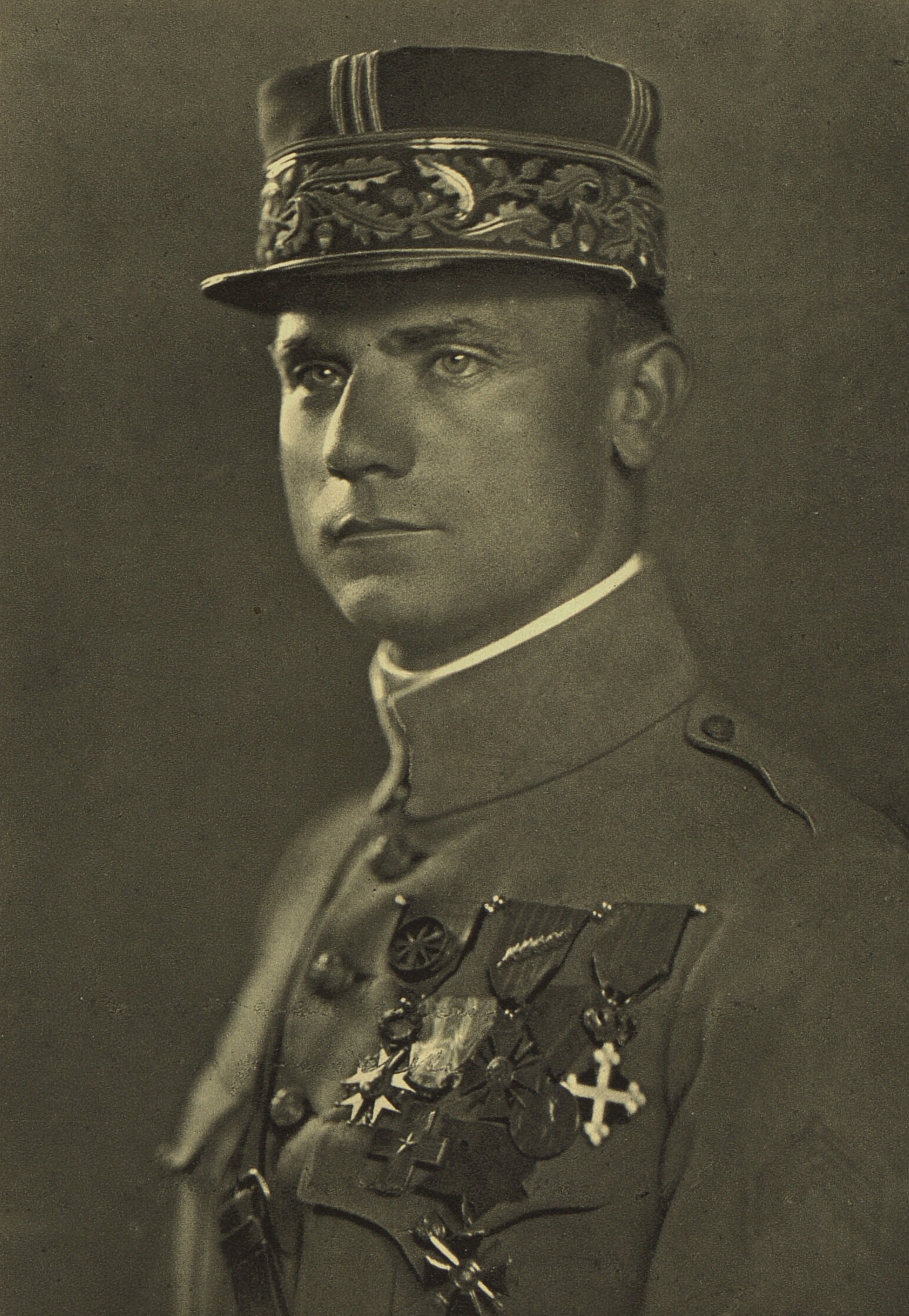
Milan Rastislav Štefánik, uno dei padri fondatori della Cecoslovacchia

Con il Trattato di Trianon la Slovacchia si separò definitivamente dall'Ungheria dopo 1000 anni. Milan Rastislav Štefánik è ritenuto dagli slovacchi come uno dei suoi padri fondatori. Il 28 ottobre 1918 entrò in vigore la legge che istituiva lo Stato cecoslovacco indipendente, con la Slovacchia che divenne una zona di conflitto nella guerra tra la Cecoslovacchia e il consiglio comunista ungherese, in particolare nell'estate del 1919. Per un breve periodo esistette la Repubblica sovietica slovacca, la quale però durò solo pochi giorni. Nella Costituzione della Cecoslovacchia del 29 febbraio 1920 fu introdotto, tra l'altro, il suffragio femminile attivo e passivo, che si applica anche nell'odierna Slovacchia. L'esistenza della Cecoslovacchia consentì agli slovacchi di svilupparsi democraticamente e li protesse dal revisionismo ungherese fino al 1938, ma le tensioni tra slovacchi e cechi aumentarono a causa della dottrina statale del centralismo del governo di Praga. I nazionalisti cattolici, guidati dal sacerdote Andrej Hlinka, divennero il portavoce più importante delle rivendicazioni slovacche di autonomia all'interno dello Stato cecoslovacco.
Nel settembre 1938, la Cecoslovacchia fu presa di mira dalla Germania nazista e perse gran parte del suo territorio a seguito dell'accordo di Monaco e del primo arbitrato di Vienna. Nel marzo 1939 il resto dello stato fu smembrato, con la proclamazione da parte dei politici slovacchi di uno stato slovacco indipendente e l'istituzione del Protettorato di Boemia e Moravia in Cechia. Questo primo stato nazionale slovacco era una dittatura ultranazionalista monopartitica con a capo il Presidente Jozef Tiso e il primo ministro Vojtech Tuka; quest'ultimo in particolare sosteneva la collaborazione incondizionata con il Terzo Reich. La Slovacchia prese parte all'invasione della Polonia nel 1939 e alla guerra contro l'Unione Sovietica dal 1941. Inoltre furono approvate delle leggi antisemite e dal 1942 circa due terzi degli ebrei slovacchi furono deportati nei campi di sterminio tedeschi. L'insurrezione nazionale slovacca, iniziata a Banská Bystrica e diretta da parti dell'esercito slovacco nell'agosto 1944 contro l'invasione della Wehrmacht e del regime monopartitico, fu repressa dopo due mesi. La Slovacchia fu occupata dall'Armata Rossa nell'aprile del 1945 e dopo la seconda guerra mondiale divenne parte della ricostituita Cecoslovacchia. Il vecchio dittatore Tiso venne condannato alla pena di morte per collaborazionismo con i nazisti.
Rispetto ai territori della prima repubblica, il nuovo Stato perse i territori della Rutenia subcarpatica, annessa all'Ucraina, allora parte dell'Unione Sovietica. Più di 80 000 ungheresi e 32 000 tedeschi furono costretti a lasciare la Slovacchia in seguito ai trasferimenti di popolazione iniziati dagli Alleati alla Conferenza di Potsdam. Su circa 130 000 tedeschi carpatici presenti in Slovacchia nel 1938, nel 1947 ne rimasero circa 20 000.

#### Secondo Novecento

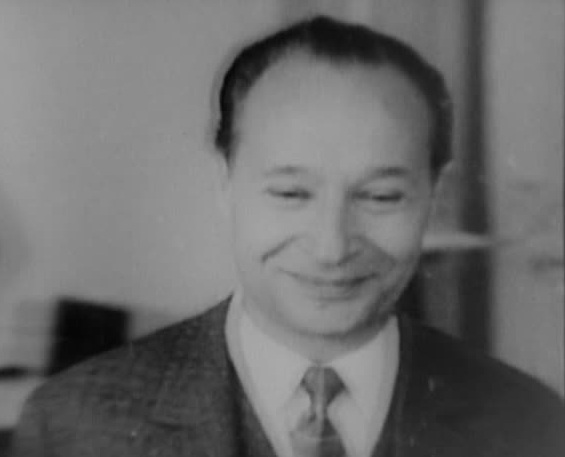
Alexander Dubček, figura di spicco della Primavera di Praga

Dopo il colpo di stato del febbraio 1948 il Partito Comunista Cecoslovacco (KSČ) prese il potere. Inizialmente seguì una dittatura stalinista sotto i leader del partito Klement Gottwald e Antonín Novotný. Negli anni '60 ci fu la liberalizzazione nella parte slovacca del paese dopo che Alexander Dubček divenne il primo segretario dei comunisti slovacchi nel 1963. All'inizio del 1968 Dubček divenne anche il leader dell'intero KSČ, avviando il periodo della cosiddetta Primavera di Praga. L'eccessivo distaccamento della Cecoslovacchia dal governo di Mosca portò alla repressione tramite l'invasione da parte del Patto di Varsavia, cui parteciparono tutti i Paesi del blocco ad eccezione di Albania, Germania Est e Romania. Il successore di Dubček, Gustáv Husák, perseguì un riallineamento filo-sovietico del Paese, che fu chiamato dalla propaganda "Normalizzazione". Husák attuò un solo punto dle programma riformatore di Dubček, ovvero la federalizzazione dello Stato, che divenne così costituito dalla Repubblica socialista ceca e dalla Repubblica socialista slovacca.
Nell’ambito delle rivoluzioni del 1989, il regime comunista fu rovesciato senza spargimento di sangue nella cosiddetta rivoluzione di velluto. Il dissidente Václav Havel divenne il nuovo presidente della Cecoslovacchia e l'ex comunista riformista Alexander Dubček fu eletto Presidente del Parlamento. Dopo la transizione democratica si ripresentarono le prime tensioni tra slovacchi e cechi. Il primo conflitto fu la disputa sul nuovo nome dello stato, nota come la "guerra del trattino". Dopo le prime elezioni libere del giugno 1990 divennero evidenti i diversi interessi nelle questioni economiche, nazionali ed estere. La rottura definitiva arrivò dopo le elezioni del 1992. Il primo ministro slovacco Vladimír Mečiar e il primo ministro ceco Václav Klaus non riuscirono a mettersi d'accordo su un governo federale comune e concordarono lo scioglimento amichevole della Cecoslovacchia e la sua divisione in due stati indipendenti, approvata dal parlamento cecoslovacco il 25 novembre 1992 e operativa dal 1° gennaio 1993.
Dopo l'indipendenza, il primo ministro Vladimír Mečiar ha dominato la politica slovacca fino al 1998 e il suo governo è diventato gradualmente sempre più autoritario, soprattutto dopo la sua vittoria alle elezioni del 1994. Riguardo la politica economica Mečiar ha rifiutato di aprire completamente l'economia slovacca, come richiesto dall'Occidente, e non ha favorito le aziende straniere nelle privatizzazioni, ma principalmente quelle slovacche e per lo più vicine al suo partito. Riguardo la politica estera, Mečiar ha fatto avvicinare la Slovacchia all'Unione europea e nella NATO, ma allo stesso tempo desiderava mantenere un equilibrio tra Russia e Occidente nell’orientamento della politica estera. Tuttavia, poiché le sue politiche interne ed economiche violarono ripetutamente le linee guida occidentali, la Slovacchia si avvicinò sempre più alla Russia e si isolò dall'Occidente.

### XXI secolo

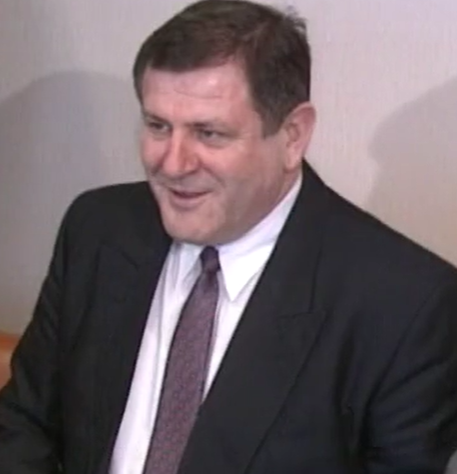
Vladimír Mečiar (1993)

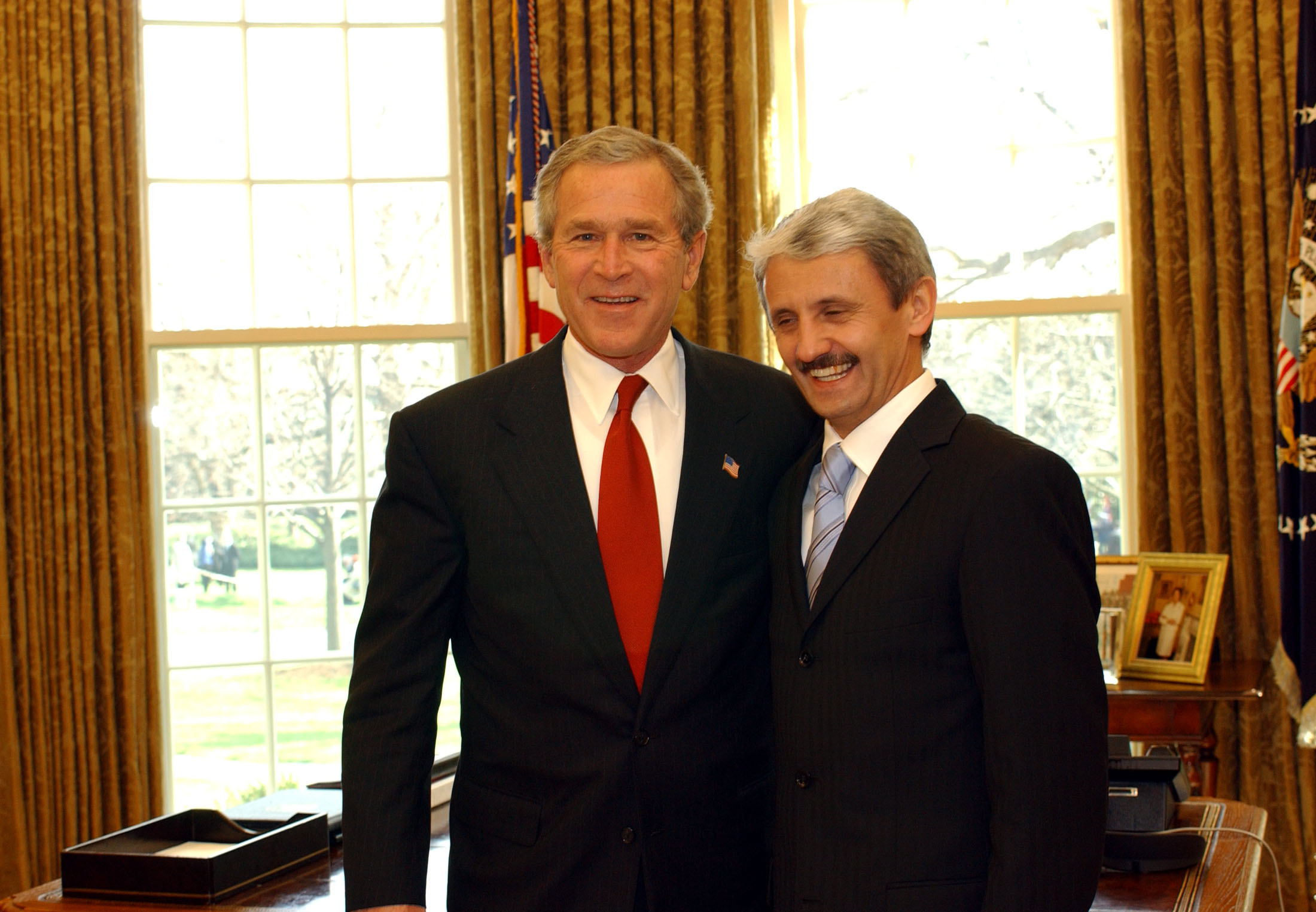
Mikuláš Dzurinda nel 2004 col Presidente Bush

Il governo di Mikuláš Dzurinda, salito al potere dopo le elezioni del 1998, ha avviato un’apertura globale dell’economia slovacca agli investitori stranieri e ha avviato misure di austerità su larga scala nel settore pubblico. La politica estera era concentrata esclusivamente sugli Stati Uniti e sull’UE, ma l’adesione a questa e alla NATO avvenne solo nel 2004, dopo che Dzurinda riuscì nuovamente a prevalere nelle elezioni del 2002. Nel suo secondo mandato Dzurinda ha attuato una politica fortemente neoliberista, in base alla quale la Slovacchia è diventata il primo paese in assoluto a introdurre una flat tax del 19%. Il governo Dzurinda è stato elogiato come un governo riformista nei paesi occidentali, ma ha dovuto affrontare un crescente malcontento tra la popolazione slovacca a causa dei suoi tagli sociali.
Il partito SMER-SD, capeggiato da Robert Fico, vinse le elezioni del 2006, ma inizialmente dovette affrontare forti critiche da parte dell'Occidente dopo un accordo di coalizione con i nazionalisti e il partito di Mečiar. Sotto il governo Fico, la Slovacchia ha aderito all'accordo di Schengen nel 2007 e ha adottato l'euro il 1° gennaio 2009. La politica estera è stata ancora una volta più orientata verso la Russia, ma ha continuato a sottolineare la sua appartenenza all’UE e alla NATO. La politica economica neoliberista dell'era Dzurinda venne interrotta dal governo Fico e i diritti dei lavoratori furono ampliati, ma fu mantenuta la flat tax. Dal 2010 al 2011 ci fu un altro breve governo economicamente liberale, sotto la guida della prima ministra Iveta Radičová, che voleva portare avanti le politiche del governo Dzurinda.
SMER-SD ottenne la maggioranza alle elezioni del 2012, pertanto Fico formò un governo monocolore, il primo dall'indipendenza del Paese. La flat tax, mantenuta durante il primo governo Fico, venne abolita come parte di una ristrutturazione del bilancio statale nel 2013 e vennero varate nuove misure economiche. In politica estera il secondo governo Fico ha sostenuto la posizione comune dell’UE nei confronti della Russia durante l’annessione russa della Crimea e la guerra in Ucraina del 2014, ma allo stesso tempo ha criticato le sanzioni economiche imposte dall’UE contro la Russia. Durante la crisi dei rifugiati in Europa nel 2015, il governo slovacco, analogamente ai governi di altri stati dell’ex blocco orientale, ha dichiarato di preferire i rifugiati cristiani e ha rifiutato rigorosamente un sistema di quote UE per la ridistribuzione dei rifugiati dalla Grecia e dall’Italia.

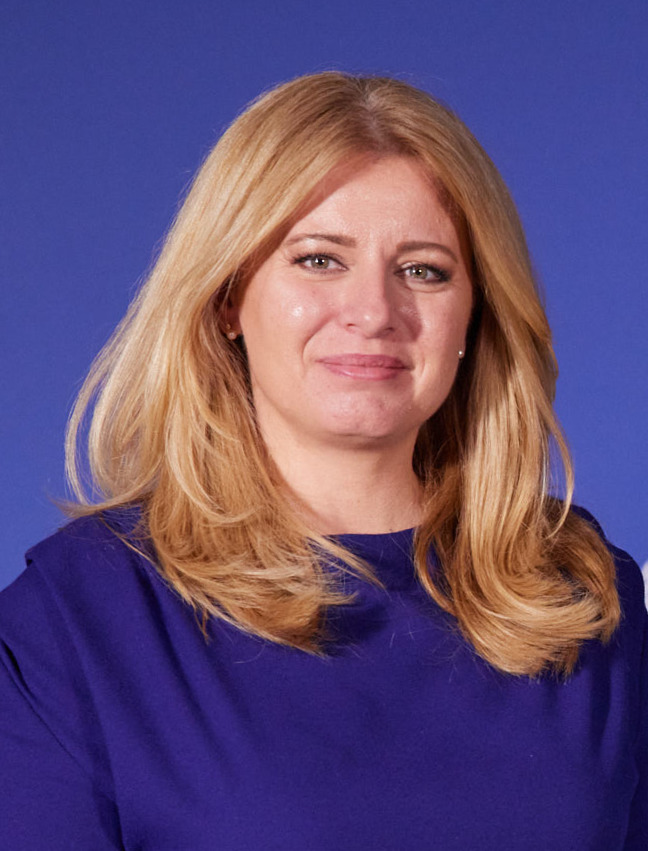
Zuzana Čaputová (2021), prima Presidente della Repubblica donna della Slovacchia

Dopo le elezioni del 2016, lo Smer-SD di Fico perse la maggioranza assoluta e formò un’ampia coalizione. Il 14 marzo 2018 Robert Fico si è dimesso a seguito dello scandalo sull'omicidio del giornalista investigativo Ján Kuciak e delle successive proteste. Il suo successore fu il collega di partito Peter Pellegrini. Alle elezioni presidenziali del 2019 la candidata liberale Zuzana Čaputová ha prevalso al ballottaggio contro il candidato di Smer-SD Maroš Šefčovič ed è stata eletta come prima donna capo di stato della Slovacchia. Dopo una campagna incentrata sulla corruzione e sull’omicidio di Kuciak, lo Smer-SD ha perso le elezioni del 2020 (tenutesi poco prima dell'inizio della pandemia di COVID-19 in Slovacchia), vinte da OĽaNO, che ha governato prima con Igor Matovič e poi Eduard Heger. Dopo che il governo Ódor non ha ottenuto la fiducia nel 2023, il Paese ha avuto nuove elezioni, nuovamente vinte da Fico, che ha formato il suo quarto governo.

### Contrasti con la minoranza ungherese
Dopo la dissoluzione della Cecoslovacchia il nazionalismo slovacco assunse una connotazione anti-ungherese. Le pressioni della comunità internazionale e le preoccupazioni legate ai rischi di un fallimento del processo di integrazione del Paese nell'UE hanno però mitigato le concrete manifestazioni di discriminazione. Nel 1995 si arrivò a un “trattato di buon vicinato e amichevole collaborazione” tra Ungheria e Slovacchia. Quest'ultima però ne dette un'interpretazione restrittiva, mantenendo lo slovacco come lingua ufficiale del Paese, in netto contrasto con l'impegno — assunto nell'accordo — di difendere i diritti della consistente minoranza magiara, fra i quali il pieno riconoscimento del diritto all'insegnamento nella propria lingua madre, oltre che al suo uso nei procedimenti amministrativi e nei documenti. La riorganizzazione del territorio operata nel 1997, che ha portato il numero delle regioni da 4 a 8 (con 79 distretti), ha poi inciso negativamente sulla possibilità di ottenere qualche diritto in più (ad esempio sul modello alto-atesino) da parte della minoranza ungherese, che adesso si trova divisa tra quattro regioni. Tale carattere anti-ungherese è stato poi successivamente rimarcato dalla nuova legge sulle lingue minoritarie, il cui uso pubblico è stato vietato e sanzionato con pesanti multe (fino a 5 000 euro) e, in risposta alla legge ungherese che considera cittadini della nazione anche coloro che vivono al di fuori del Paese, da un'altra norma che dispone la revoca della cittadinanza slovacca se un cittadino ne richiede un'altra.

## Geografia

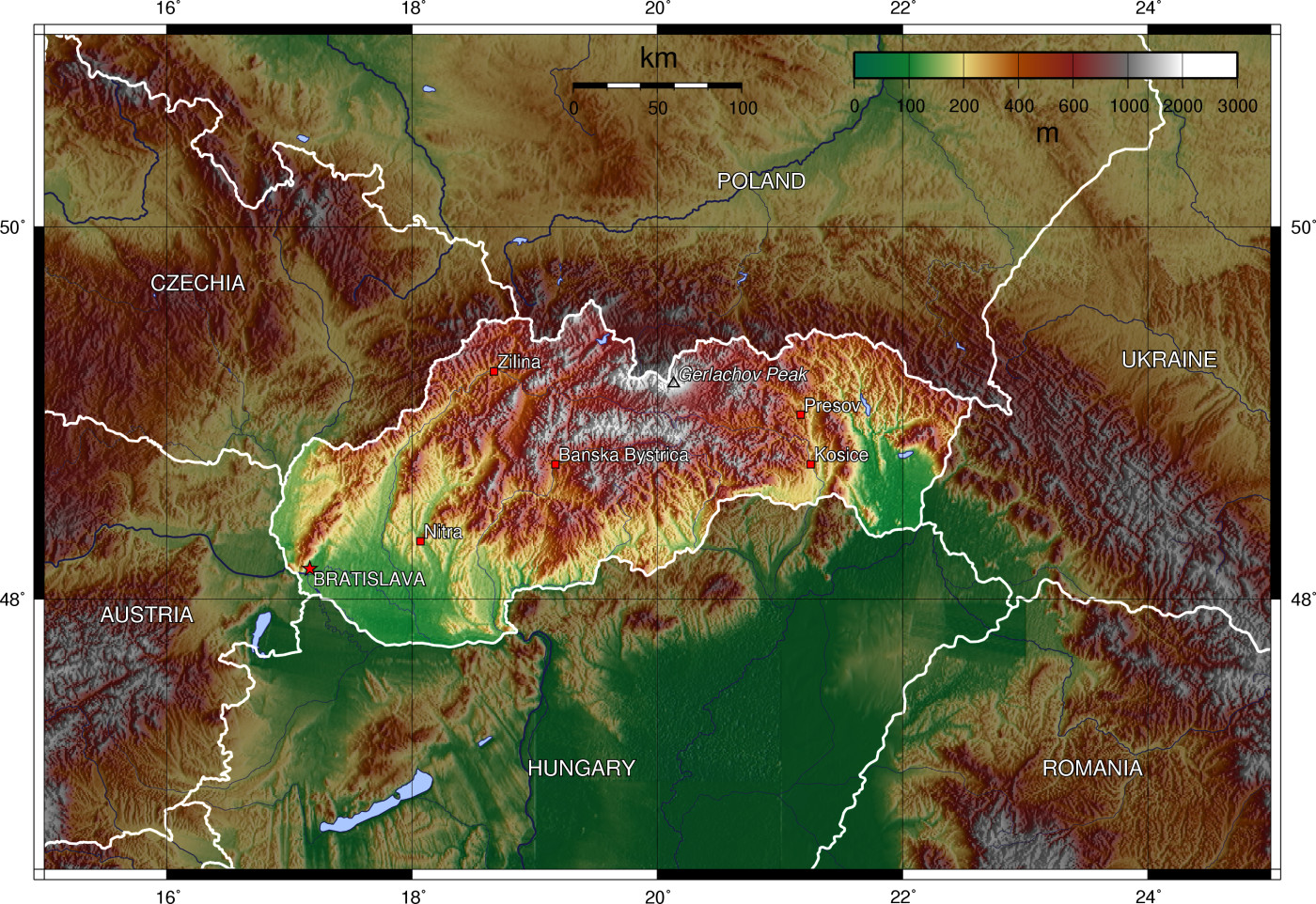
Mappa topografica della Slovacchia

### Morfologia
Il paese confina con Austria, Repubblica Ceca, Polonia, Ucraina e Ungheria. Circa due terzi del territorio sono montuosi e appartengono al gruppo dei Carpazi, mentre il resto è ricompreso nella pianura pannonica e nel bacino viennese. La catena degli Alti Tatra ospita la vetta più alta della Slovacchia e dell'intero gruppo montuoso, ovvero il Gerlachovský štít (2655 m s.l.m.). Le altre catene che interessano il territorio sono i Bassi Tatra, i Piccoli Carpazi, la Piccola e Grande Fatra, i monti Beschidi, gli Javorníky, i monti di Strážov, il massiccio dei Tribeč, quello del Vtáčnik, i monti di Štiavnica, i monti di Kremnica, i Poľana e i monti metalliferi slovacchi.

### Idrografia

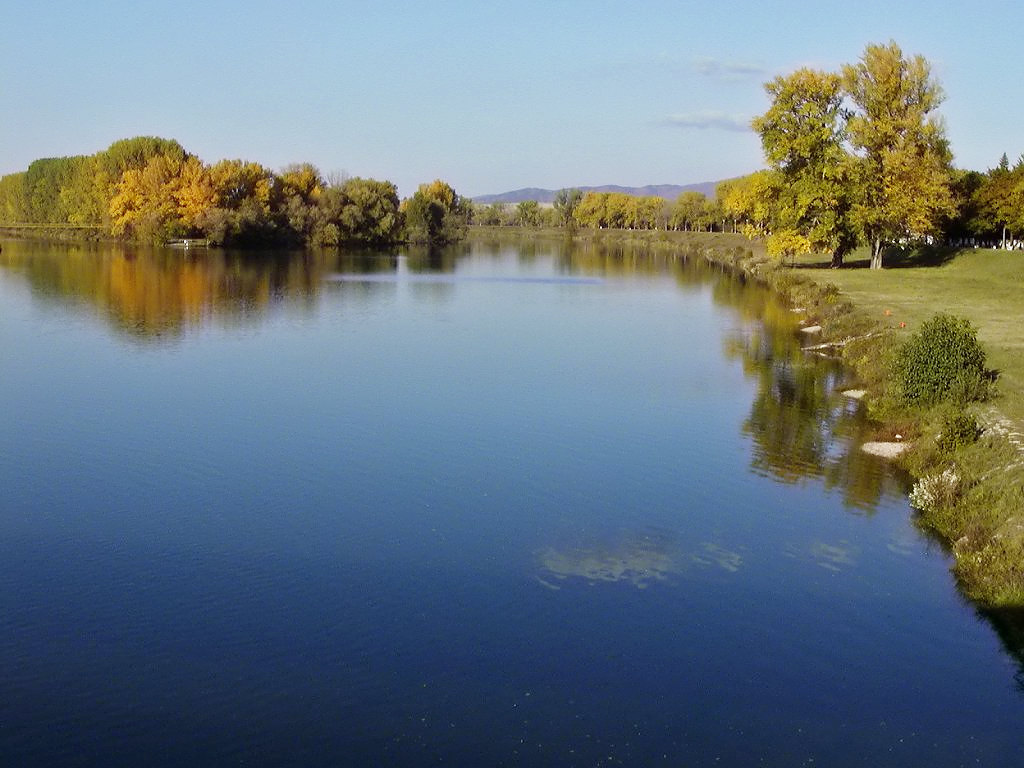
Il fiume Váh a Piešťany

Il 96% del Paese appartenente al bacino idrografico del Danubio. Il Danubio ha una lunghezza di 172 km in territorio slovacco (compresi i confini con Austria e Ungheria, 22,5 km su entrambi i lati). Con una portata media di circa 2 060 m³/s vicino Bratislava, è il fiume con la maggiore portata in Slovacchia. Un altro importante fiume è il Váh, il più lungo con i suoi 403 km, che scorre dal nord all'ovest del Paese. Altri fiumi degni di nota sono il Morava e il Hron.
I laghi naturali sono concentrati nell'area degli Alti Tatra; il più grande è il Veľké Hincovo pleso. Tra i laghi artificiali, creati principalmente per la produzione di energia, ci sono quelli creati intorno al Váh, come il Liptovská Mara e la diga di Nosice. Altre riserve sono quelle dei tajchy, nei pressi di Banská Štiavnica, create per fornire energia alle miniere cittadine.

### Clima
La Slovacchia si trova nella zona temperata continentale. Esistono delle differenze climatiche regionali, soprattutto tra le zone montuose del nord e le pianure meridionali. La temperatura media annuale è compresa tra 9 °C e 11 °C, a gennaio la media è compresa tra −2 °C e −1 °C, a luglio tra 18 °C e 21 °C. I valori delle temperature a ovest sono di circa 1 °C più alti che a est.
L'area climatica moderatamente calda comprende i bacini vallivi dei Carpazi interni e le montagne più basse, mentre un clima freddo prevale sui Tatra, Fatra, Beschidi e sui monti metalliferi slovacchi. Sono infatti caratterizzati da temperature annuali più basse. I record sono stati misurati a Komárno con 40,3 °C, registrati il 20 luglio 2007, e a Vígľaš-Pstruša con -41 °C, registrati l'11 febbraio 1929.

## Demografia

Demografia della Slovacchia (dati in milioni di abitanti)

Nel 2020 la Slovacchia contava circa 5,5 milioni di abitanti, con un'aspettativa di vita di 76,9 anni e un'età media di 41,2 anni, inferiore alla media dell'Unione europea. La Slovacchia è un paese etnicamente omogeneo, con oltre l'80% della popolazione costituita da slovacchi etnici. Nonostante ciò è presente una notevole minoranza rom, la più numerosa, con circa 490.000 persone, che costituisce il 9% della popolazione e ungherese con il 7,8%.

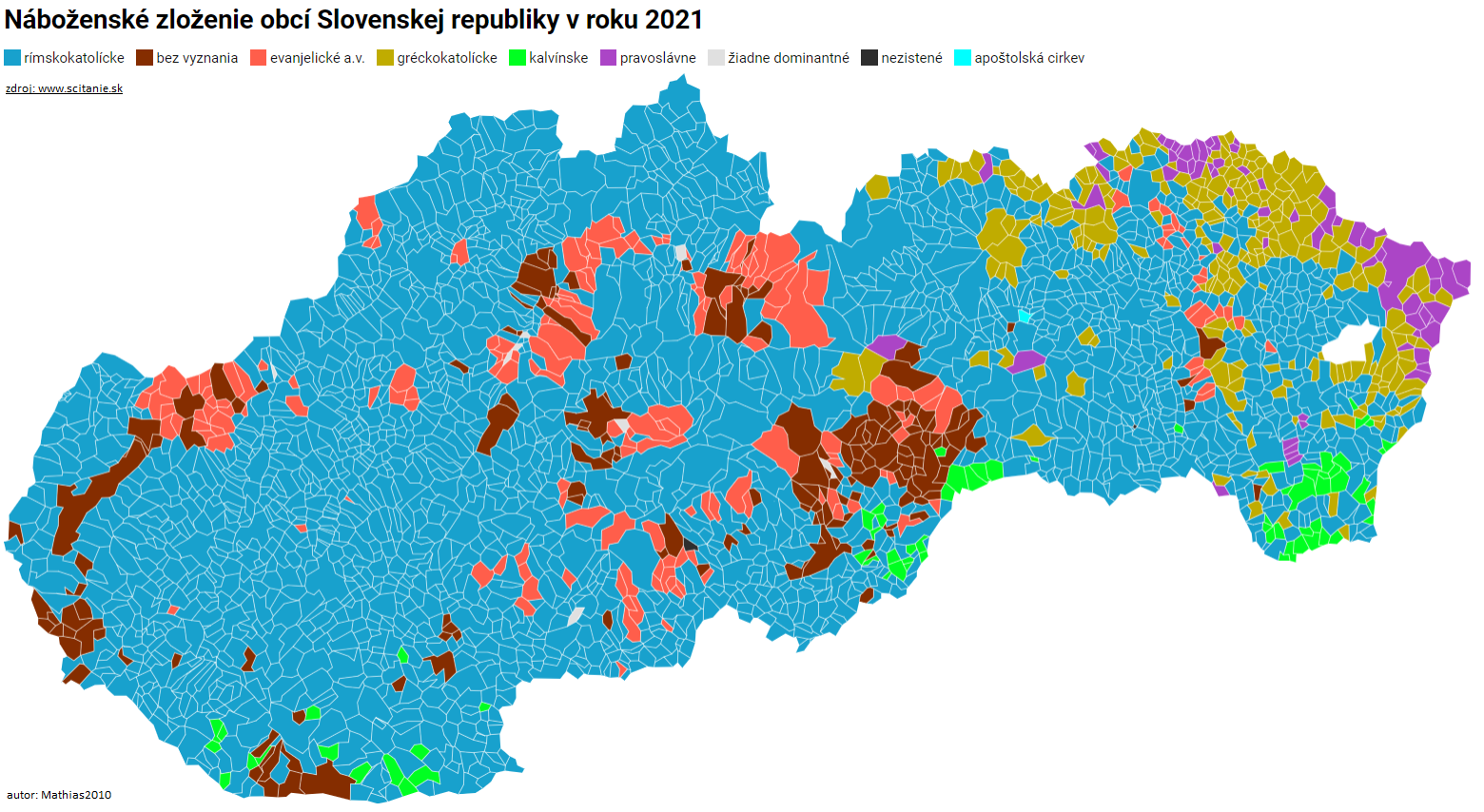
Distribuzione delle comunità religiose in Slovacchia nel 2021: romano-cattolica (blu), evangelica (rossa), greco-cattolica (giallo), riformata (verde), ortodossa (viola), apostolica (turchese), atei (marrone)

Secondo il censimento del 2021 la Slovacchia è un paese a maggioranza cattolica romana (55,8%), un dato comunque in calo rispetto i censimenti precedenti. Le due altre confessioni maggiori sono la chiesa evangelica luterana e la chiesa greco-cattolica, che tuttavia rappresentano meno del 10% della popolazione.
La lingua maggiormente parlata è lo slovacco, che è anche lingua ufficiale. Sono presenti minoranze ungheresi e tedesche, che godono dello status di co-ufficialità in limitate località del Paese.

## Ordinamento dello Stato

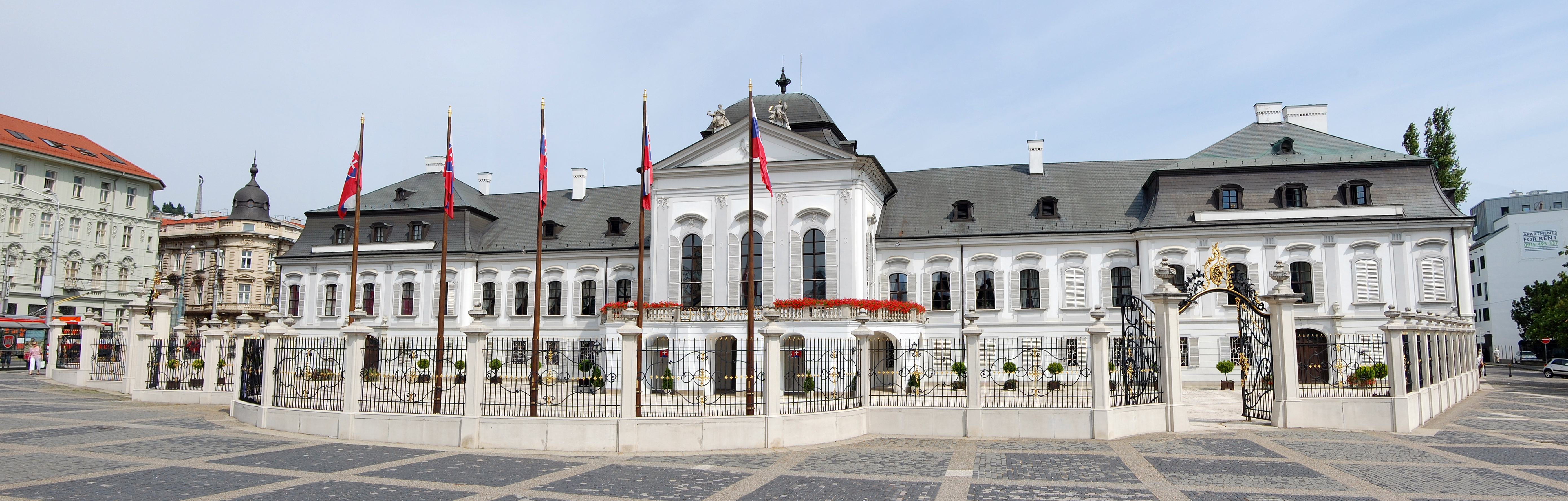
Palazzo presidenziale slovacco a Bratislava

L'attuale Costituzione è stata approvata il 1º settembre 1992 ed è entrata in vigore il 1º ottobre dello stesso anno.
La forma di governo slovacca è quella della Repubblica parlamentare, nella quale l'organo legislativo detiene la rappresentanza della popolazione.
Le principali istituzioni sono:
- il Consiglio nazionale (Národná rada), ovvero il Parlamento della Repubblica Slovacca: è monocamerale e conta 150 membri eletti ogni 4 anni; esercita il potere legislativo e vota la fiducia al governo;[95]
- il Presidente della Repubblica (Prezident Slovenskej republiky): è il capo dello Stato, viene eletto direttamente dai cittadini;[96][97] nomina il Primo ministro e, su proposta di questo, i ministri; può sciogliere il Consiglio nazionale; ha il potere di veto sospensivo; negozia i trattati internazionali;[95]
- il Governo (Vláda): è l'organo esecutivo, è composto dal Presidente del Governo, che lo presiede, e dai ministri;[95]
- la Corte costituzionale (Ústavný súd): dirime i casi di presunta incostituzionalità delle leggi e quelli di conflitto tra le istituzioni statali; può mettere in stato di accusa il Presidente della Repubblica;[95]

### Suddivisioni amministrative
La Slovacchia si suddivide in 8 regioni (kraje), che prendono il nome dal proprio capoluogo.
1. Bratislava (Bratislavský kraj)
2. Trnava (Trnavský kraj)
3. Trenčín (Trenčiansky kraj)
4. Nitra (Nitriansky kraj)
5. Žilina (Žilinský kraj)
6. Banská Bystrica (Banskobystrický kraj)
7. Prešov (Prešovský kraj)
8. Košice (Košický kraj)

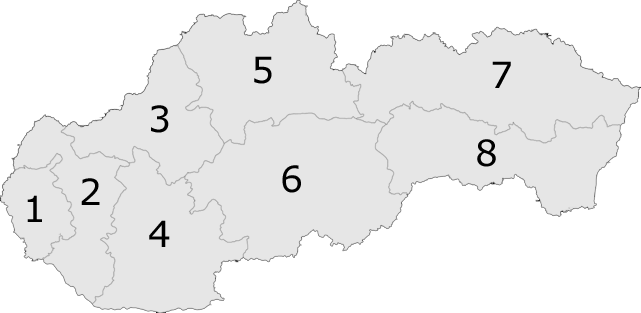
Le 8 regioni della Slovacchia

Le regioni sono sia strutture dell'amministrazione statale, sia enti dotati di propria autonomia; questi ultimi sono definiti "unità territoriale superiore" (vyšší územný celok, VÚC). Il numero, i territori e i nomi dei VÚC sono identici a quelli delle regioni.

I 79 distretti

Le regioni si suddividono ulteriormente in distretti. Le città di Bratislava e Košice sono anch'esse suddivise in distretti. Il numero totale di queste suddivisioni è 79.

### Suddivisioni storiche
La Slovacchia può essere suddivisa in maniera differente da quella amministrativa. Tra le regioni storiche ci sono:
- la Slovacchia occidentale, con Bratislava come città principale;
- la Slovacchia centrale, con Banská Bystrica come città principale;
- la Slovacchia orientale, con Košice come città principale.

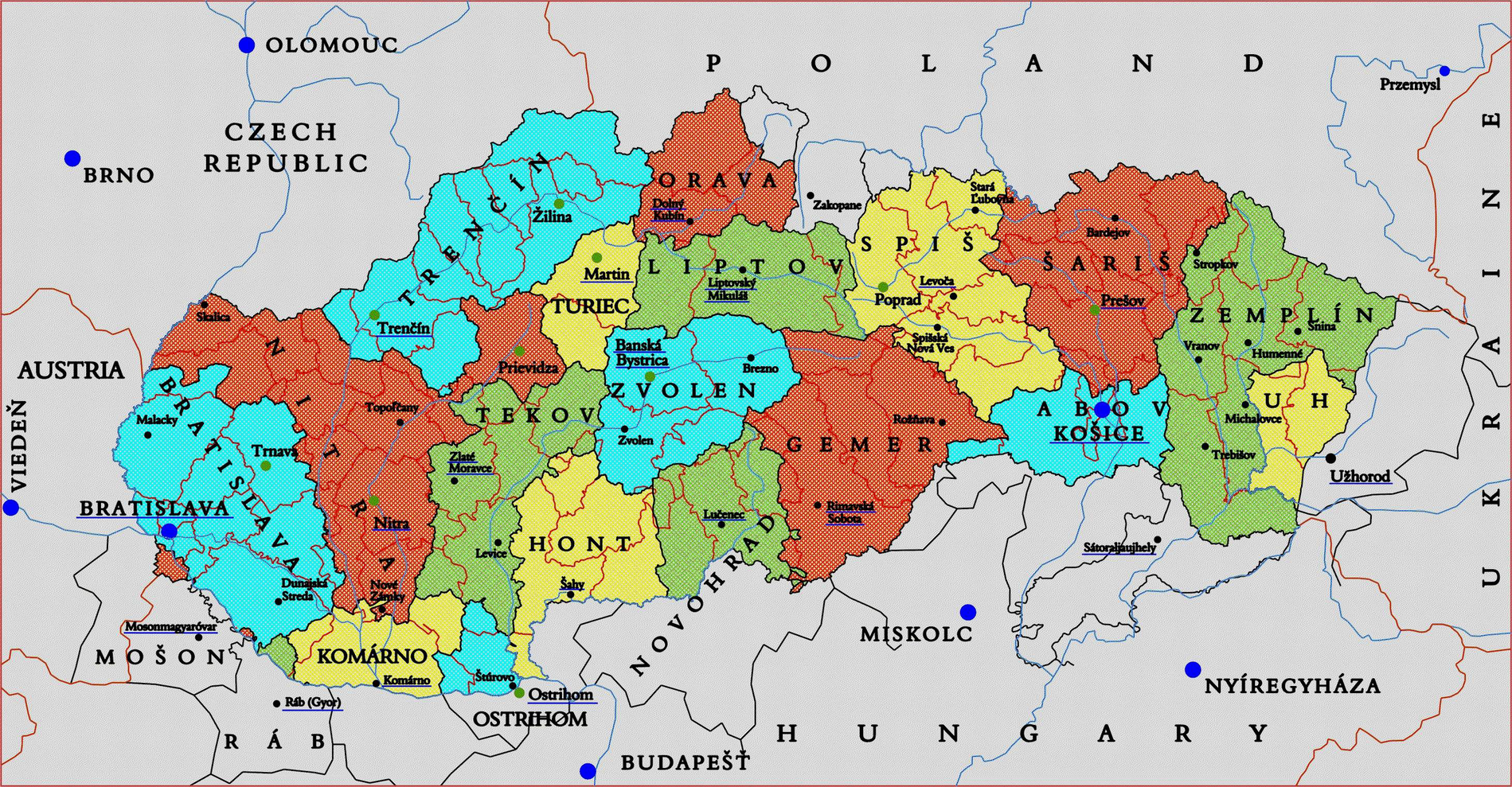
I comitati ungheresi (1918) nell'attuale territorio slovacco

Altri modi per suddividere il Paese discendono dalla precedente suddivisione in comitati del Regno d'Ungheria.

### Città principali
| 1  | Bratislava      | Bratislava      | 475 503 | 11 | Prievidza         | Trenčín         | 45 017 |
| 2  | Košice          | Košice          | 229 040 | 12 | Zvolen            | Banská Bystrica | 40 637 |
| 3  | Prešov          | Prešov          | 84 824  | 13 | Považská Bystrica | Trenčín         | 38 641 |
| 4  | Žilina          | Žilina          | 82 656  | 14 | Nové Zámky        | Nitra           | 37 791 |
| 5  | Nitra           | Nitra           | 78 489  | 15 | Michalovce        | Košice          | 36 704 |
| 6  | Banská Bystrica | Banská Bystrica | 76 018  | 16 | Spišská Nová Ves  | Košice          | 35 431 |
| 7  | Trnava          | Trnava          | 63 803  | 17 | Komárno           | Nitra           | 32 967 |
| 8  | Trenčín         | Trenčín         | 54 740  | 18 | Levice            | Nitra           | 31 974 |
| 9  | Martin          | Žilina          | 52 520  | 19 | Humenné           | Prešov          | 31 359 |
| 10 | Poprad          | Prešov          | 49 855  | 20 | Bardejov          | Prešov          | 30 840 |

### Ordinamento scolastico

Le tipologie scolastiche nel sistema scolastico slovacco

La Costituzione garantisce il diritto all’istruzione gratuita nelle scuole primarie e secondarie. Le università sono generalmente gratuite per i periodi di studio standard, mentre le scuole religiose o private possono addebitare delle tasse. L'organizzazione del sistema scolastico slovacco è condivisa tra il ministero dell'istruzione, le regioni e i comuni; la durata dell'istruzione obbligatoria è fissata in dieci anni (in alternativa fino a 16 anni). Nell'ambito dell'istruzione prescolare, esistono gli asili nido e le scuole materne; la frequenza di un anno di scuola materna prima di quella elementare è obbligatoria dal 2011. La frequenza della scuola elementare è obbligatoria dall'età di sei anni e dura nove anni, con gli anni 1–4 che rientrano nel primo livello (equivalente a ISCED 1) e gli anni 5–9 nel secondo livello (equivalente a ISCED 2). Delle scuole materne e primarie pubbliche si occupano solitamente i comuni o, in alternativa, associazioni religiose e private.

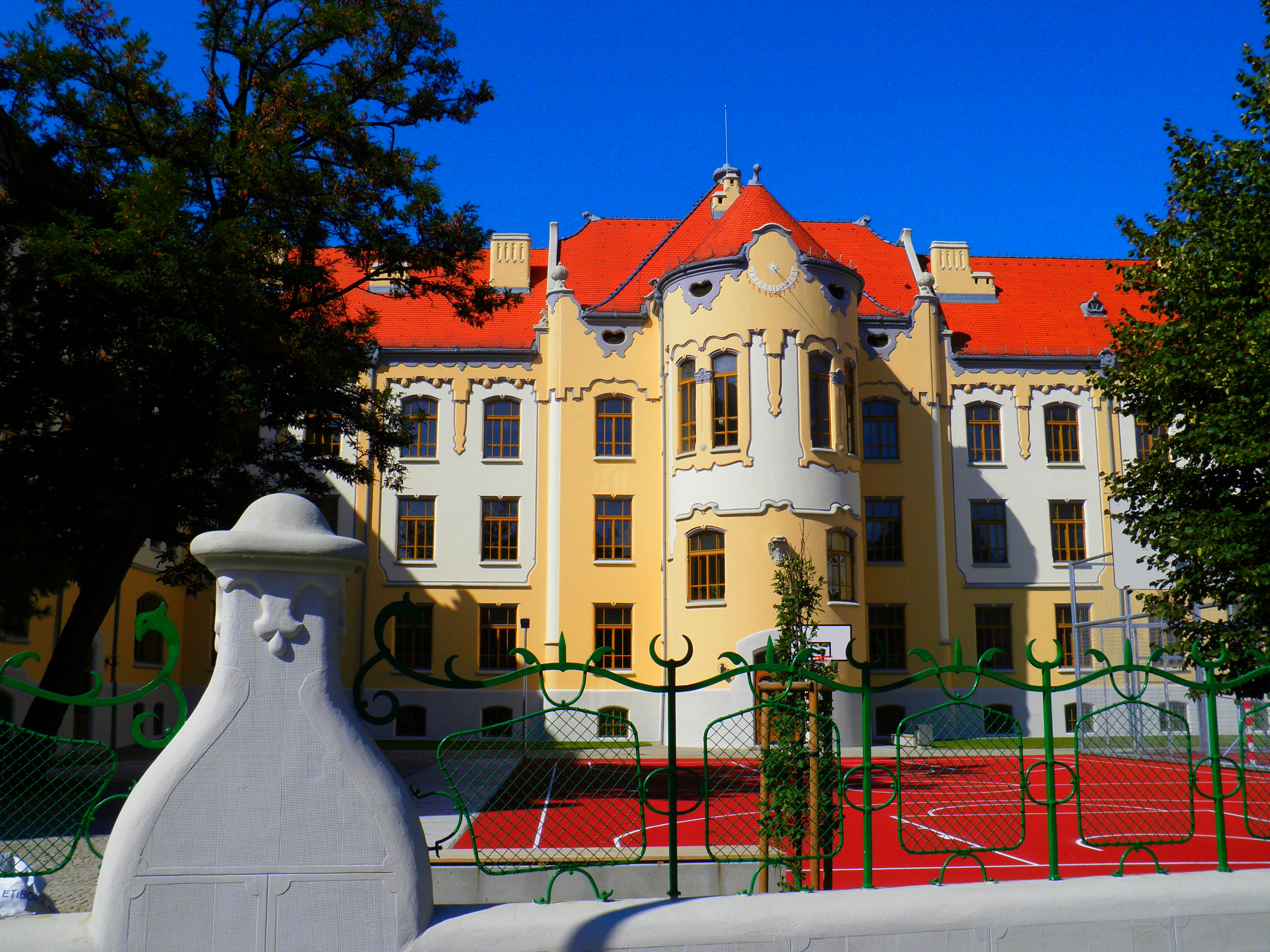
Il liceo Grösslingová 18 a Bratislava

Dopo aver la scuola primaria è possibile passare alla scuola superiore di otto anni, che abbina il secondo livello alla scuola media; ci sono anche le scuole superiori di durata dai quattro ai sei anni. Nell'ambito dell'istruzione secondaria superiore (corrispondente a ISCED 3) ci sono scuole che terminano con la maturità e consentono quindi l'ammissione o all'università. Oltre alle scuole superiori che offrono un'istruzione generale, vi rientrano le scuole professionali come i conservatori, i conservatori di danza e le scuole tecniche medie di quattro o cinque anni. Le scuole tecniche medie possono consentire in alcuni casi di proseguire con l'istruzione post-secondaria, rilasciando un certificato di insegnamento; in altri casi si rilascia un diploma di apprendistato ma non si può proseguire con gli studi. Anche le scuole tecniche secondarie, i conservatori e i conservatori di danza possono offrire un'istruzione di livello ISCED 5, che si conclude con un esame di specializzazione.
L'istruzione terziaria è divisa tra università, scuole superiori e accademie. La maggior parte delle università e delle scuole superiori sono di proprietà pubblica. Essi offrono programmi di laurea triennale (ISCED 6), di master da uno a tre anni, di ingegneria e di dottorato professionale (ISCED 7) e programmi di dottorato (ISCED 8). Le università più importanti del paese sono l'Università Comenius, l'Università tecnica slovacca, l'Università medica slovacca, l'Università di economia di Bratislava, l'Università Šafárik e l'Università tecnica di Košice, l'Università Matej Bel di Banská Bystrica, l'Università di Žilina, Università cattolica di Ružomberok, l'Università di Trnava e l'Università dei Santi Cirillo e Metodio. Nel 1467 venne inaugurata la più antica università della Slovacchia, l'Università Istropolitana, fondata da Papa Paolo II, su richiesta del re ungherese Mattia Corvino; oggi non è più attiva.
L'istituto di ricerca più importante è l'Accademia slovacca delle scienze, che è divisa in tre dipartimenti e circa 60 istituti. Tuttavia, da molti anni i finanziamenti nel settore della ricerca sono diminuiti, attestandosi allo 0,88% del PIL nel 2017 (per confronto, la media UE era del 2,06% nello stesso anno), riflettendo ciò sulla qualità della ricerca.

### Sistema sanitario

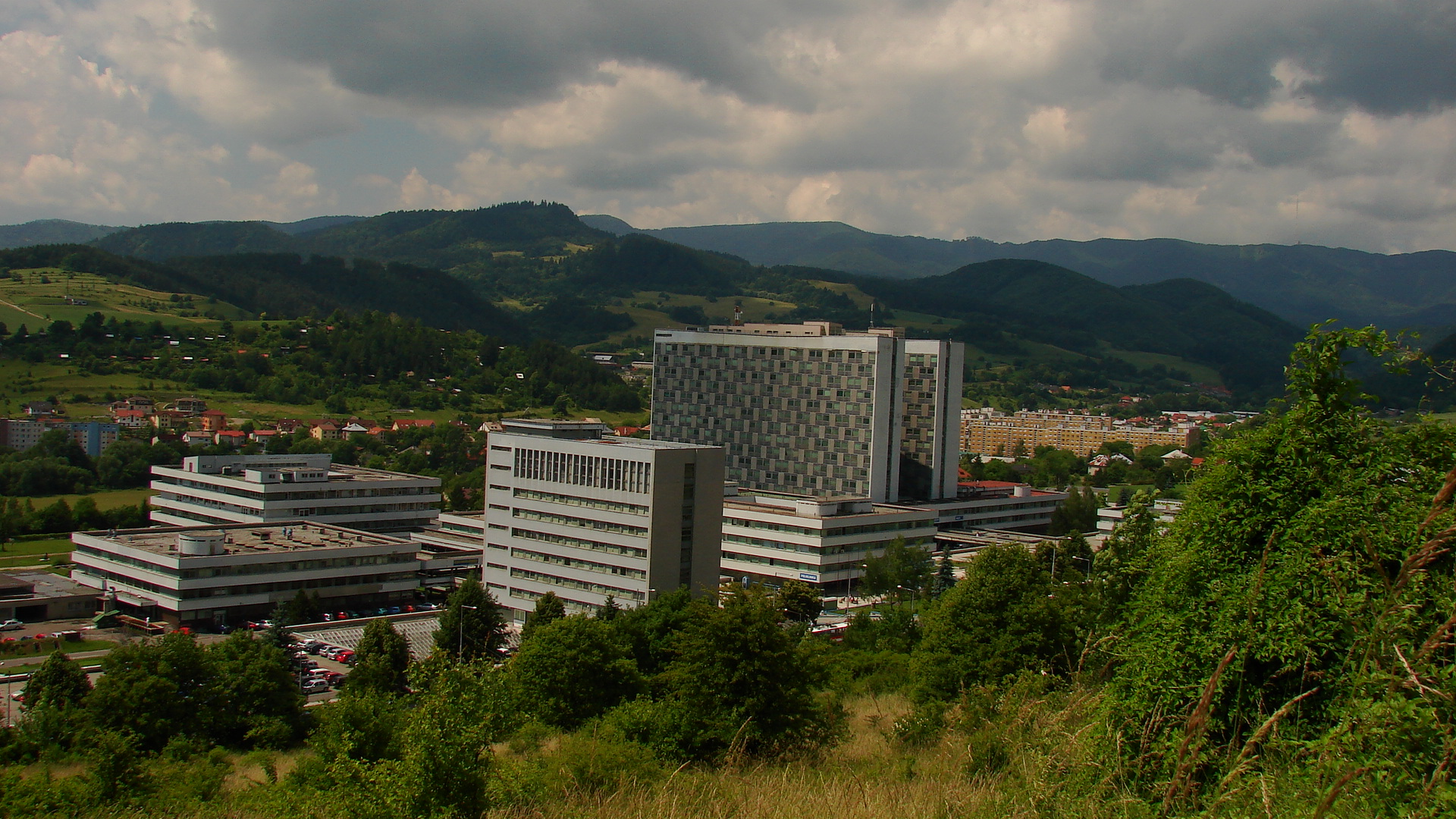
Il policlinico universitario Franklin D. Roosevelt di Banská Bystrica

Nel sistema sanitario statale slovacco le cure mediche sono generalmente gratuite, anche se i costi per le cure dentarie e i farmaci sono in parte a carico del paziente. I pazienti devono registrarsi presso una delle tre compagnie di assicurazione sanitaria: la Všeobecná zdravotná poisťovňa (letteralmente "Fondo generale di assicurazione sanitaria"), di proprietà statale e con una quota di mercato del 63,6% al 2015, mentre le altre due, Dôvera e Union (rispettivamente il 27,7 e l'8,7% del mercato) sono private. Il sistema è finanziato principalmente attraverso i contributi di previdenza sociale, ad esempio i contributi per l'assicurazione sanitaria per i dipendenti ammontano al 14% del salario lordo, con il dipendente che paga il 4% e il datore di lavoro che paga il 10%.
Secondo il rapporto EHCI 2018 del think tank svedese Health Consumer Powerhouse, la qualità del sistema sanitario slovacco è valutata nella media rispetto ad altri paesi europei. Secondo l’OMS, gli ospedali slovacchi dispongono di attrezzature mediche relativamente buone, ma soffrono di finanziamenti insufficienti e di carenza di personale, soprattutto infermieri. Nel 2014 c'erano un totale di 73 ospedali generali, di cui 24 sotto il controllo diretto del ministero della salute, e 44 ospedali specializzati, di cui 27 sotto il controllo ministeriale diretto. Gli ambulatori sono gestiti quasi esclusivamente da privati.

### Forze armate
Il Corpo di polizia è responsabile dell'ordine pubblico interno e della sicurezza, nonché della lotta contro la criminalità. La polizia si divide in polizia giudiziaria, economico-finanziaria, di sicurezza, stradale, ferroviaria, di frontiera e degli stranieri, nonché di protezione della proprietà e servizi speciali. Al 2018 il numero di persone alle dipendenze della polizia era di circa 22 500. I comuni possono istituire proprie forze di polizia municipali, i cui poteri si concentrano sugli illeciti amministrativi, sull'attuazione delle ordinanze comunali e sul mantenimento dell'ordine pubblico nel comune. La polizia militare fa parte delle Forze armate slovacche ed è quindi subordinata al ministero della difesa.
Le Forze armate della Repubblica Slovacca (Ozbrojené sily Slovenskej Republiky) sono un esercito professionale, subordinate al ministero della difesa e costituite da:
- Forze di terra;
- Forze aeree;
- Forze per operazioni speciali.[112]

Al 31 dicembre 2018 la Slovacchia contava 12 342 soldati. Al 2017 le forze armate slovacche disponevano di 30 carri armati, 313 veicoli da combattimento di fanteria, 67 pezzi di artiglieria e 16 aerei da combattimento. Nel 2017 la Slovacchia spendeva quasi l’1,2% del PIL, ovvero 1,1 miliardi di dollari, per le sue forze armate.
La Slovacchia è membro della NATO dal 2004. Il servizio militare obbligatorio è stato abolito in tempo di pace nel 2006, e da allora i cittadini con almeno 17 anni possono prestare il servizio militare volontariamente.

## Politica
Il sistema politico slovacco è quello di repubblica democratica parlamentare. Secondo la Costituzione, il capo dello Stato è il Presidente della Repubblica, eletto direttamente per un mandato di cinque anni e non titolare di poteri forti; il Consiglio nazionale detiene il potere legislativo, mentre il Governo quello esecutivo. Il Governo è direttamente responsabile nei confronti del Consiglio nazionale, del quale deve avere la fiducia per rimanere in carica. L'approvazione di una mozione di sfiducia a maggioranza assoluta dei componenti del Consiglio nazionale obbliga il Presidente della Repubblica a revocare il Governo o il singolo membro sfiduciato.
Sin dalla sua indipendenza nel 1993, la Slovacchia è stata divisa in due blocchi politici: uno, con un orientamento di politica estera più vicina alla Russia, è descritto come “populista di sinistra” o “social-nazionale”: negli anni ’90 il campo era dominato dal Partito popolare (ĽSNS), mentre attualmente è capeggiato da Smer-SD. Il secondo, con un orientamento più atlantista, è descritto come “centro-destra” e storicamente comprendeva i partiti SDKÚ e KDH; oggi appartengono a questo campo anche i partiti SaS, Slovacchia, Progresívne Slovensko, SPOLU e Za ľudí. Negli ultimi anni è aumentata la popolarità dei partiti estremisti di destra e populisti, in particolare di ĽSNS, Repubblica e Sme rodina.
| Ufficio                            | Immagine | Nome             | Partito                     | In carica                                      |
| ---------------------------------- | -------- | ---------------- | --------------------------- | ---------------------------------------------- |
| Presidente della Repubblica        |          | Peter Pellegrini | indipendente (area HLAS-SD) | dal 15 giugno 2024 (in seguito alle elezioni)  |
| Presidente del Governo             |          | Robert Fico      | Smer-SD                     | dal 25 ottobre 2023 (in seguito alle elezioni) |
| Presidente del Consiglio nazionale |          | Peter Žiga       | HLAS-SD                     | dal 7 aprile 2024                              |

## Economia
L'economia slovacca rientra tra quelle avanzate. Il settore economico principale del Paese è il terziario, sul quale si concentra il 61,7% del PIL nazionale; il settore secondario contribuisce per il 34,9% e il primario solo per il 3,4%. Al 2024 il tasso di disoccupazione della Slovacchia si attestava al 5,4%, in calo rispetto agli anni precedenti. La borsa valori del Paese è la Borsa di Bratislava, con l'indice SAX.
Di seguito è riportata la crescita economica del Paese negli ultimi anni:
| 1993    | 1994    | 1995    | 1996    | 1997    | 1998    | 1999    | 2000    | 2001    | 2002    | 2003    | 2004    | 2005    | 2006    | 2007     |
| ------- | ------- | ------- | ------- | ------- | ------- | ------- | ------- | ------- | ------- | ------- | ------- | ------- | ------- | -------- |
| +1,9 %  | +6,21 % | +5,84 % | +6,62 % | +5,93 % | +4,08 % | −0,11 % | +1,17 % | +3,25 % | +4,51 % | +5,5 %  | +5,28 % | +6,62 % | +8,49 % | +10,83 % |
| 2008    | 2009    | 2010    | 2011    | 2012    | 2013    | 2014    | 2015    | 2016    | 2017    | 2018    | 2019    | 2020    | 2021    | 2022     |
| +5,57 % | −5,46 % | +6,72 % | +2,67 % | +1,32 % | +0,63 % | +2,7 %  | +5,17 % | +1,94 % | +2,94 % | +4,03 % | +2,51 % | −3,34 % | +4,79 % | +1,75 %  |

## Infrastrutture e trasporti

### Trasporti
La rete di trasporti è generalmente orientata in maniera bicentrica, verso Bratislava a ovest e verso Košice a est; segue le valli e i fiumi del Paese.

#### Strade

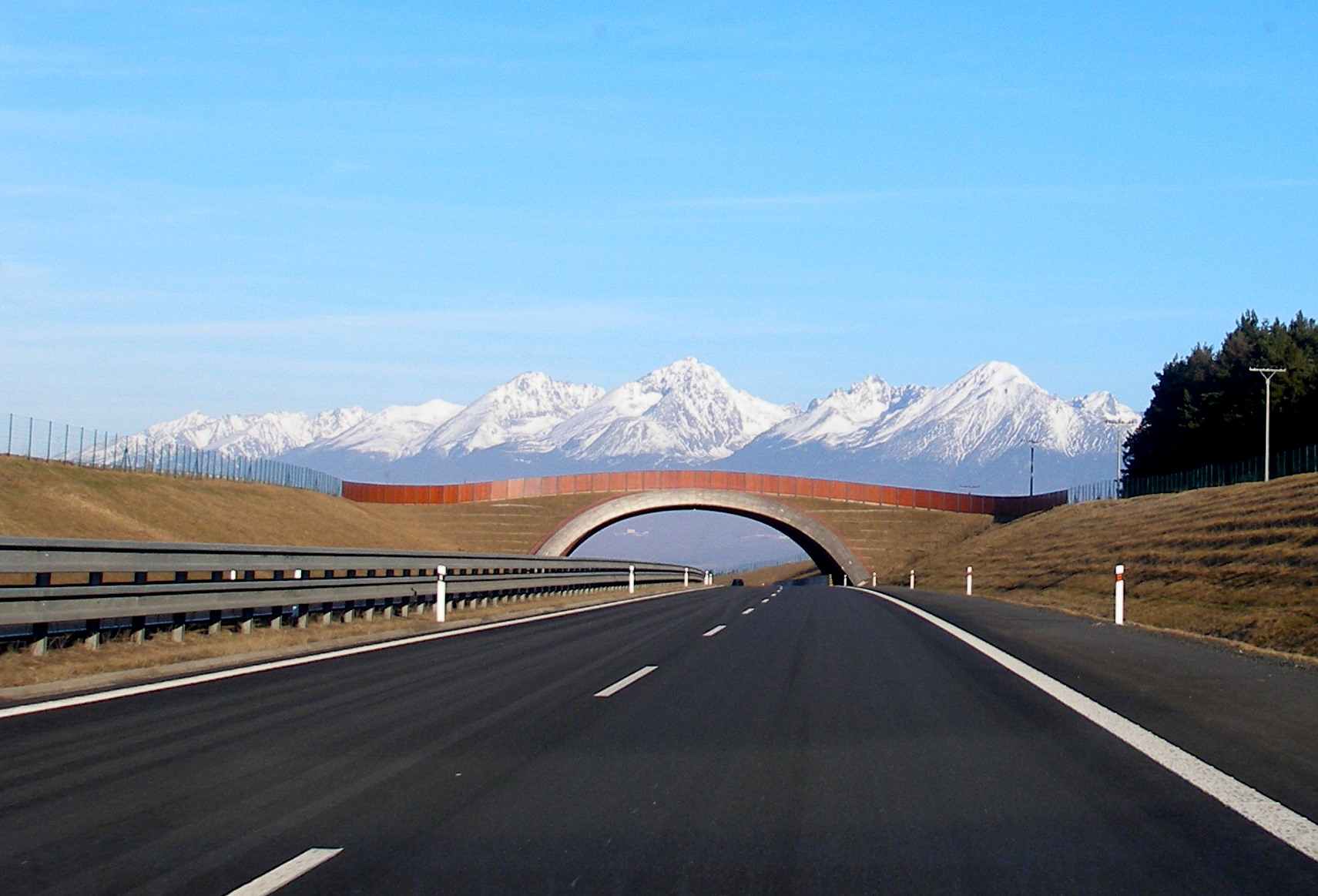
L'autostrada D1 a est di Poprad

La rete stradale slovacca si divide in autostrade, superstrade, strade di prima, seconda e terza classe e strade locali. La rete autostradale slovacca è comprende 4 collegamenti (autostrada D1, D2, D3 e D4), integrate dalla rete di superstrade, la più importante delle quali è la superstrada R1, che collega Trnava e Banská Bystrica.
Il trasporto pubblico in autobus in Slovacchia è fornito principalmente da 18 compagnie di autobus emerse dalla divisione e privatizzazione della compagnia statale di autobus Slovenská autobusová doprava (SAD). Nel 2018 sono stati trasportati 242,73 milioni di passeggeri sulle linee di autobus pubblici (esclusi i trasporti locali).

#### Ferrovie

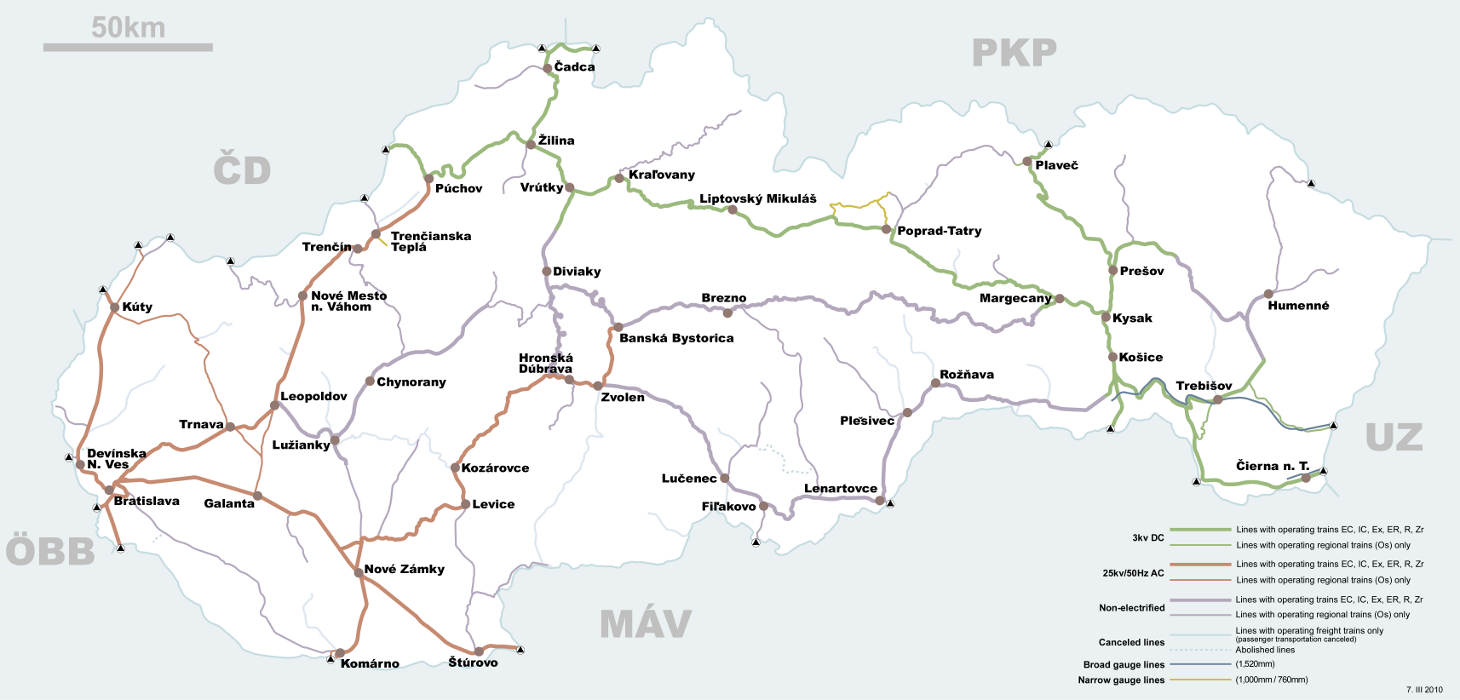
Mappa della rete ferroviaria slovacca

Il collegamento ferroviario più importante del paese è il collegamento elettrificato est-ovest dall'Ucraina via Košice a Bratislava, proseguendo verso Cechia, Austria e Ungheria. La principale compagnia per il trasporto passeggeri è Železničná spoločnosť Slovensko (ŽSSK), mentre per il trasporto merci è Železničná spoločnosť Cargo Slovakia (ŽSSK Cargo). La società che gestisce la rete ferroviaria è Železnice Slovenskej republiky (ŽSR). Tra il 2012 e il 2020 il trasporto di passeggeri sulla ferrovia Bratislava–Komárno è stato assicurato dalla compagnia privata Regiojet, che gestisce anche collegamenti ferroviari internazionali da Praga a Žilina (via Bratislava) e da Praga a Košice. Nel 2018 sulle ferrovie slovacche sono stati trasportati complessivamente 50,93 milioni di tonnellate di merci e 77,75 milioni di passeggeri.

#### Aeroporti

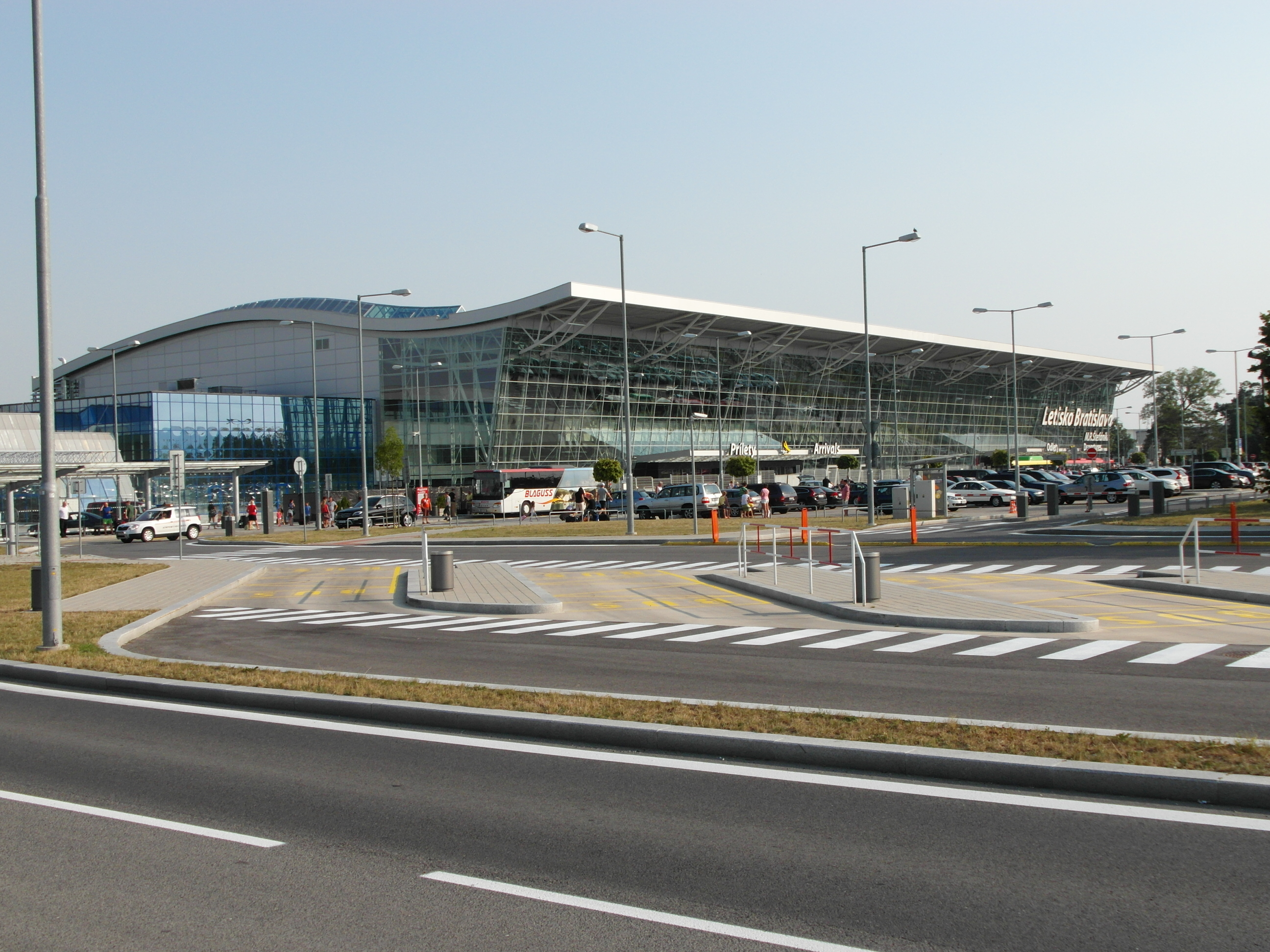
Il terminal dell'Aeroporto di Bratislava

In Slovacchia ci sono tre aeroporti internazionali con voli di linea regolari, classificati come "aeroporti Schengen". Il più importante è l'aeroporto di Bratislava, da cui partono voli verso diversi Paesi europei e destinazioni turistiche sul Mediterraneo e sul Mar Rosso. C'è anche un collegamento con Dubai. La maggior parte dei voli sono offerti dalla compagnia aerea low cost irlandese Ryanair. Gli altri due aeroporti Schengen del Paese si trovano a Poprad e Košice, con voli di linea verso l'Europa e voli charter verso diverse regioni turistiche. Sono internazionali anche gli aeroporti di Nitra, Piešťany, Prievidza, Sliač e Žilina, dai quali partono gli aerei charter diretti alle località turistiche. Nel 2018 gli aeroporti slovacchi hanno registrato 2,94 milioni di passeggeri, di cui 2,29 milioni a Bratislava e 0,54 a Košice. L'aeroporto austriaco Vienna-Schwechat, a soli 50 km da Bratislava, è utilizzato anche da molti slovacchi, soprattutto dalla Slovacchia occidentale, a causa del maggior numero di compagnie aeree.

#### Porti

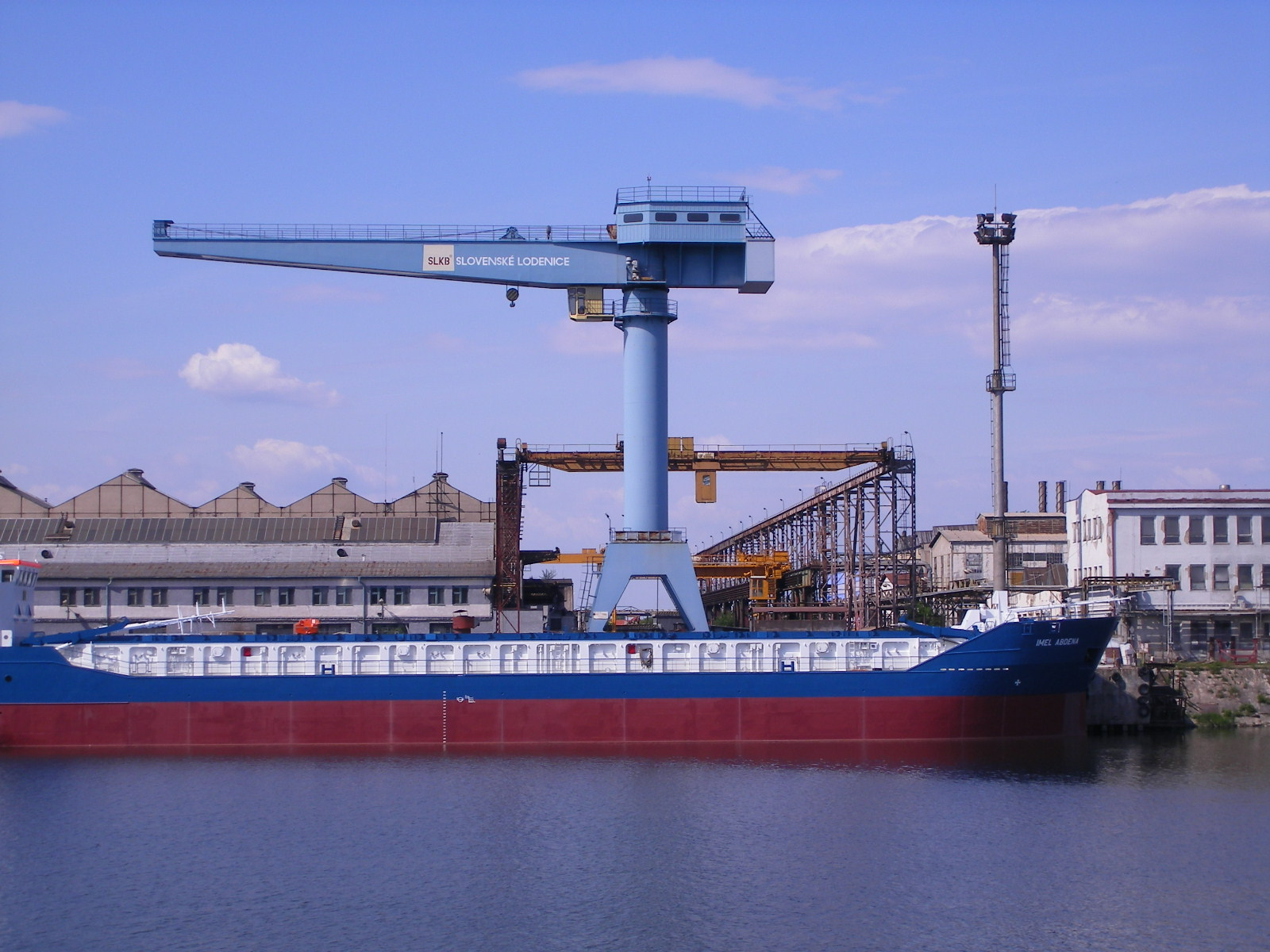
Porto di Komárno

L’unica importante rotta fluviale interna è quella del Danubio, che può accogliere il traffico di transito dal Mare del Nord al Mar Nero attraverso il Canale Reno-Meno-Danubio. I porti principali sono Bratislava e Komárno. Dal 1998 il Váh da Sereď fino alla foce a Komárno è navigabile, per una lunghezza di 75 km. È previsto un ulteriore ampliamento in più fasi della via navigabile del Váh (Vážska vodná cesta) fino a Púchov e Žilina. Il progetto prevedeva anche un collegamento con l'Oder in Cechia, ma dal 2015 il governo ceco non prevede la realizzazione di questo tratto. Nel 2018 nelle acque slovacche sono state trasportate complessivamente 5,57 milioni di tonnellate di merci. Con il Twin City Liner, che collega Vienna e Bratislava, esiste un collegamento passeggeri.

### Produzione elettrica
L'energia elettrica in Slovacchia è generata da una molteplicità di fonti. Nel 2022 le centrali elettriche slovacche hanno generato un totale di 26 916 GWh di energia elettrica, a fronte di un consumo di 28 328 GWh. Questo deficit, che rappresenta circa il 5% del fabbisogno, è stato coperto dalle importazioni dall'estero. Nello stesso anno la Slovacchia ha importato elettricità da Cechia (10 528 GWh) e Polonia (6 009 GWh) e l'ha ulteriormente esportata in Ungheria (13 121 GWh) e Ucraina (2 076 GWh).
Nel 2022 l'energia nucleare rappresenta il 59,1% della produzione energetica, seguita dal fossile con il 17,7%, dall'idroelettrico con il 14,8% e dalle rinnovabili con il 7,9%. Le altre fonti rappresentavano lo 0,4% della produzione.
Le due centrali nucleari sono Bohunice e Mochovce, entrambe nella Slovacchia occidentale. Nell'ambito dell'adesione della Slovacchia all'UE, i blocchi Bohunice 1 e Bohunice 2 sono stati chiusi come previsto rispettivamente alla fine del 2006 e del 2008. Nella centrale nucleare di Mochovce sono in funzione le unità Mochovce 1, Mochovce 2 e Mochovce 3, mentre la messa in servizio dell’unità Mochovce 4 è prevista per il 2024. Le centrali termoelettriche si trovano a Nováky e Vojany; la prima è stata chiusa a fine 2023, mentre la seconda il 26 marzo 2024, terminando così la produzione di energia fossile in Slovacchia. La centrale idroelettrica di Gabčíkovo sul Danubio fornisce gran parte dell'energia idroelettrica alla rete, insieme alle dighe sul Váh.

#### Fornitura di gas e petrolio
Per le forniture di petrolio la Slovacchia dipende dalle forniture dall’estero, con una produzione interna molto piccola (ad esempio 9 000 t nel 2014). La linea meridionale dell'oleodotto Druzhba attraversa la Slovacchia dal confine con l'Ucraina fino alla Cechia con una lunghezza di circa 444 km, con una diramazione per la raffineria di petrolio Slovnaft a Bratislava. A Šahy c'è un collegamento con il gasdotto adriatico al porto croato di Omišalj, via Százhalombatta in Ungheria. Entro il 2029. secondo un accordo internazionale tra Slovacchia e Russia, sei milioni di tonnellate di petrolio dovranno essere consegnate ogni anno per l’uso finale slovacco e altri sei milioni di tonnellate per il transito più a ovest.
La Slovacchia dipende dall’estero anche per l’approvvigionamento di gas, con circa 90 milioni di m³ provenienti dalla produzione nazionale nel 2017 e il 98% della domanda deve provenire da altrove. Secondo il ministero dell’economia, nel 2017 in Slovacchia sono stati consumati 5,1 miliardi di m³ di gas naturale. Nello stesso anno nel tratto slovacco del gasdotto Transgas sono stati trasportati 64,2 miliardi di m³ di gas naturale, di cui quasi 45 miliardi di m³ sono stati consegnati all'Austria, via Baumgarten an der March.
Nel 2014 erano collegati alla rete del gas naturale 2 234 comuni su 2 890 e circa il 94% della popolazione. Erano in esercizio quasi 33 000 km di linee della rete di distribuzione.

### Gestione idrica
Dal 1995 il prelievo di acque superficiali e sotterranee è diminuito in modo significativo. Mentre nel 1995 i rispettivi valori erano di 808 miliardi di m³, nel 2018questi valori erano di 234 miliardi di m³. Nel 2018 l’89,25% della popolazione e 2 416 comuni su 2 890 erano serviti dalla rete pubblica di distribuzione idrica, anche se con alcune differenze regionali. Mentre a Bratislava e nell'area circostante e in alcune parti della Slovacchia centrale e settentrionale più del 95% delle famiglie erano collegate, in alcune parti della Slovacchia meridionale e orientale la percentuale era inferiore all'80%.
Nel 2018 sono stati prodotti quasi 292 milioni di m³ di acqua potabile e le perdite nella rete di distribuzione sono state pari a circa il 24%. Nello stesso anno il consumo domestico di acqua per persona al giorno è stato di quasi 78 litri, mentre nel 2013 il consumo annuo di acqua per abitante era di 118 m³.
La percentuale di residenti collegati a una rete fognaria pubblica era del 68,4% nel 2018. Si tratta di un valore basso rispetto ad altri paesi dell’UE. Anche in questo caso la proporzione varia a seconda della regione: mentre nelle grandi città di Bratislava e Košice oltre il 90% delle utenze domestiche e nelle parti della Slovacchia sud-occidentale, centrale e settentrionale oltre il 70% delle utenze domestiche erano collegate, in alcuni distretti della Slovacchia meridionale la quota scendeva a meno del 50% o anche del 40%. Nel 2018 esistevano complessivamente 706 impianti di depurazione con una capacità totale di 2,42 milioni di m³ di acqua al giorno. Nello stesso anno sono stati scaricati 597 milioni di m³ di acque reflue, di cui il 93% è stato trattato in impianti di depurazione. Gli impianti di trattamento delle acque reflue hanno prodotto 55 929 tonnellate di fanghi di depurazione, di cui quasi l'80% è stato compostato o utilizzato per produrre energia.

### Media e telecomunicazioni

#### Tv e radio
L'emittente pubblica si chiama Slovenská televízia a rozhlas (STVR), in sostituzione di Rozhlas a televízia Slovenska (RTVS). STVR è stata istituita il 1° luglio 2024 ed è stata accusata dall'opposizione al governo Fico e dai media internazionali di essere un mezzo di propaganda dell'esecutivo e di limitazione della libertà di stampa. Nel 2019 TV Markíza è stato il canale televisivo più visto con il 40% di share, seguito da TV JOJ con il 28% e Jednotka con il 19%. Altri canali televisivi includono TA3 (canale di notizie), TV Doma e TV Dajto (entrambi di proprietà di CME), TV WAU, Plus e TV Jojko (canale televisivo per bambini) di proprietà di JOJ Group. Esistono circa 50 stazioni televisive commerciali, alcune delle quali trasmettono solo a livello regionale o locale.
Le stazioni radio più ascoltate nel 2019, secondo un sondaggio di Median SK, sono state le seguenti: Rádio Expres (22%), Rádio Slovensko (21%), Fun Rádio (12%), Rádio Vlna (8%), Rádio Európa 2 (7°%), Rádio Jemné (7%) e Rádio Regina (6%). Altre stazioni rappresentavano il 22% degli ascoltatori. Ci sono un totale di 32 stazioni radio commerciali.

### Giornali
I quotidiani nazionali più conosciuti sono (tra parentesi la quota di lettori nel 2019):
- Nový čas, tabloid (14%);
- Plus jeden deň, tabloid (6%);
- Pravda, di orientamento social liberale (6%);
- PMI, di orientamento liberale di destra (5%);
- Denník N, quotidiano investigativo (3%);
- Hospodárske noviny, quotidiano economico (3%);
- Šport, quotidiano sportivo (4%).

I giornali in altre lingue includono Új Szó (per la minoranza ungherese) e The Slovak Spectator (in inglese).

### Telefonia e Internet
Ci sono quattro principali operatori di telefonia mobile in Slovacchia: Slovak Telekom, nata dall'ex compagnia statale Slovenské telekomunikácie, Orange Slovensko, O2 Slovakia e 4ka (un marchio della società SWAN Mobile). Nel 2018, in Slovacchia si contavano 13 collegamenti su rete fissa e 133 contratti di telefonia mobile ogni 100 abitanti. Nel 2020, l'89,9% dei residenti slovacchi utilizzava Internet.
Secondo dati del 2019, l'88% delle famiglie ha accesso a Internet a banda larga, mentre la rete mobile 4G è disponibile per l'87% delle famiglie. Il tipo più comune di accesso a Internet è tramite una delle varianti DSL con il 34,4% dell'utenza, seguito da FTTH/B con il 29,7%. L'11,9% si connette a Internet tramite modem via cavo. I principali fornitori di servizi Internet includono Slovak Telekom, Orange Slovensko, UPC Broadband Slovacchia, Slovanet, Antik Telekom e SWAN.

### Altro
La compagnia postale statale si chiama Slovenská pošta e ha sede a Banská Bystrica. La società opera attraverso i suoi uffici, oltre 1 500 in tutto il Paese. Il sistema del codice postale è stato adottato senza modifiche rispetto al sistema cecoslovacco introdotto nel 1973.

## Ambiente

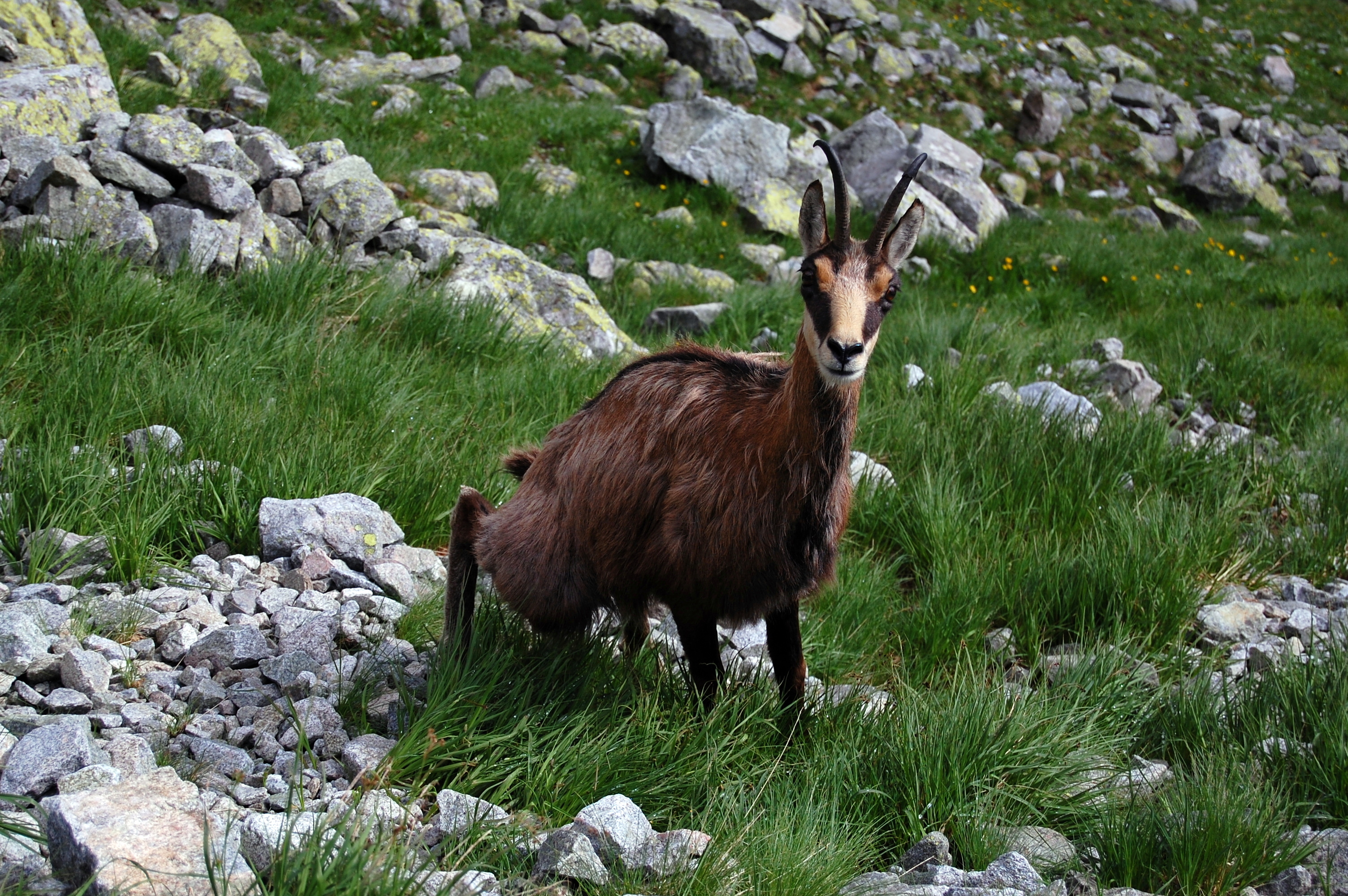
Il camoscio dei Tatra (Rupicapra rupicapra tatrica) negli Alti Tatra

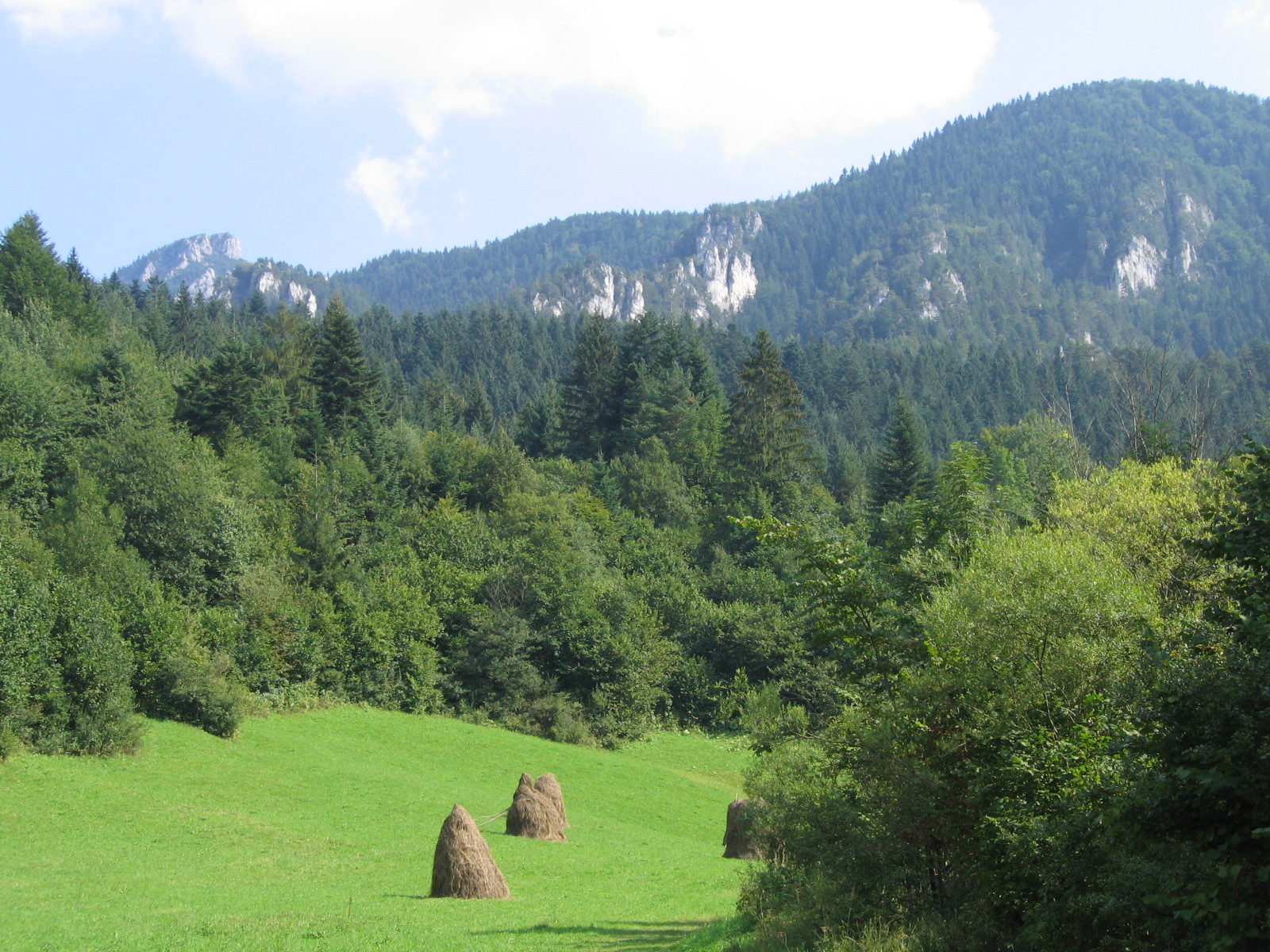
Foresta nella Piccola Fatra

### Flora
Ci sono circa 13 100 specie di piante in Slovacchia, tra cui circa 3 000 alghe e alghe blu-verdi, 3 700 funghi, 1 500 licheni, 900 muschi e 4 000 piante vascolari. Secondo l'inventario forestale del 2004-2007, la percentuale di foreste sulla superficie ammonta al 44,3% della superficie nazionale.
Il clima divide il paese in diversi livelli di vegetazione. Le pianure sono in gran parte paesaggistiche, con solo pochi resti delle foreste originarie. Le foreste ripariali (di salici e pioppi) sono diminuite notevolmente; i migliori esempi si trovano lungo il Danubio. Fino a circa 550 m di altitudine (pianura e bassa montagna) nello Záhorie si trovano soprattutto querce e carpini; faggi e abeti crescono più in alto, fino a 1 100-1250 m s.l.m. (basse catene montuose), mentre gli abeti rossi si trovano fino alla linea degli alberi (1 450-1 700 m). Sui monti Tatra si trova anche il pino. Al di sopra della linea si può trovare il fenomeno noto come Krummholz, mentre la conformazione prettamente alpina è limitata alle vette più alte dei Tatra. Nel complesso le foreste sono costituite per il 60% da latifoglie e per il 40% da foreste di conifere, le più comuni sono di faggio (con una quota superiore al 33%), abete rosso e quercia.

### Fauna
In Slovacchia esistono complessivamente circa 34 000 specie animali, di cui circa 30 000 solo insetti. Esistono 934 specie di aracnidi, 352 specie di uccelli, 346 specie di molluschi, 90 specie di mammiferi, 79 specie di pesci, 18 specie di anfibi e 12 specie di rettili.
Tra i mammiferi, 24 specie sono di pipistrelli: tra i più noti vi sono il pipistrello coda di topo maggiore e il ferro di cavallo minore. In bassa e alta montagna si possono ancora trovare predatori come lupi e orsi bruni. Nelle foreste di latifoglie si trovano volpi, selvaggina, gatti selvatici e cinghiali, mentre nelle foreste di conifere, oltre ai già citati orsi bruni, si trovano anche scoiattoli e linci. Oltre la linea degli alberi si trovano camosci dei Tatra, marmotte e arvicole delle nevi. Dal 2004 sono presenti i bisonti (17 esemplari, al 2013), precisamente tra i monti Beschidi, nell'estremo nord-est del Paese.

### Carsismo

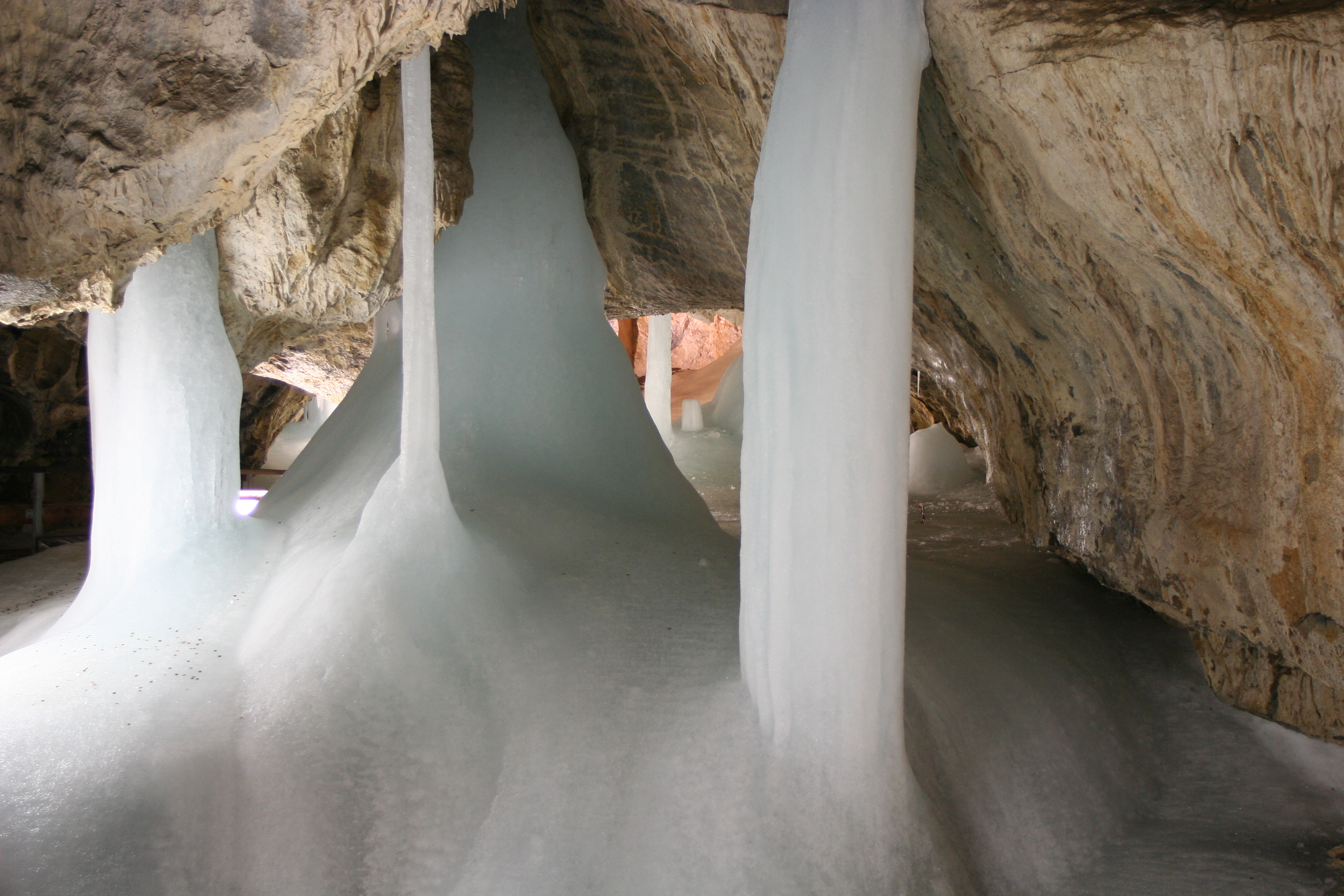
Vista interna della grotta di ghiaccio di Demänovská

A causa dello sviluppo geologico del paesaggio, in Slovacchia si sono formate molte grotte carsiche e un numero minore di grotte di altra origine (ad esempio come grotte fessurate in andesite, basalti, graniti, ardesie). La maggior parte delle grotte carsiche si è formata in calcari mesozoici del medio Triassico, e meno in travertini più recenti. Alcune si trovano in rocce che sono poco solubili in acqua. Il Slovacchia si conoscono più di 7 100 grotte; la maggior parte di esse si trova nel carso slovacco, nella pianura di Murán, nella Grande Fatra e in tutte le sottocatene montuose dei Tatra.
Circa 20 grotte sono gestite come grotte turistiche, 12 delle quali da un apposito ufficio governativo, l'Amministrazione slovacca delle grotte (Správa slovenských jaskýň, SSJ). Tra queste ci sono le cinque grotte che fanno parte del patrimonio mondiale UNESCO col nome di “Grotte del Carso di Aggtelek e del Carso slovacco”: il complesso Baradla-Domica, la grotta di Jasovská, la grotta di Gombasecká, grotta di aragonite di Ochtinská e grotta di ghiaccio di Dobšiná. Nel sistema di grotte Demänová sono aperte al pubblico la grotta della libertà e la grotta di ghiaccio. Le altre grotte gestite dalla SSJ sono la grotta di Belianska, di Brestovská, di Bystrianska, di Harmanecká, di Važecká e la Driny.

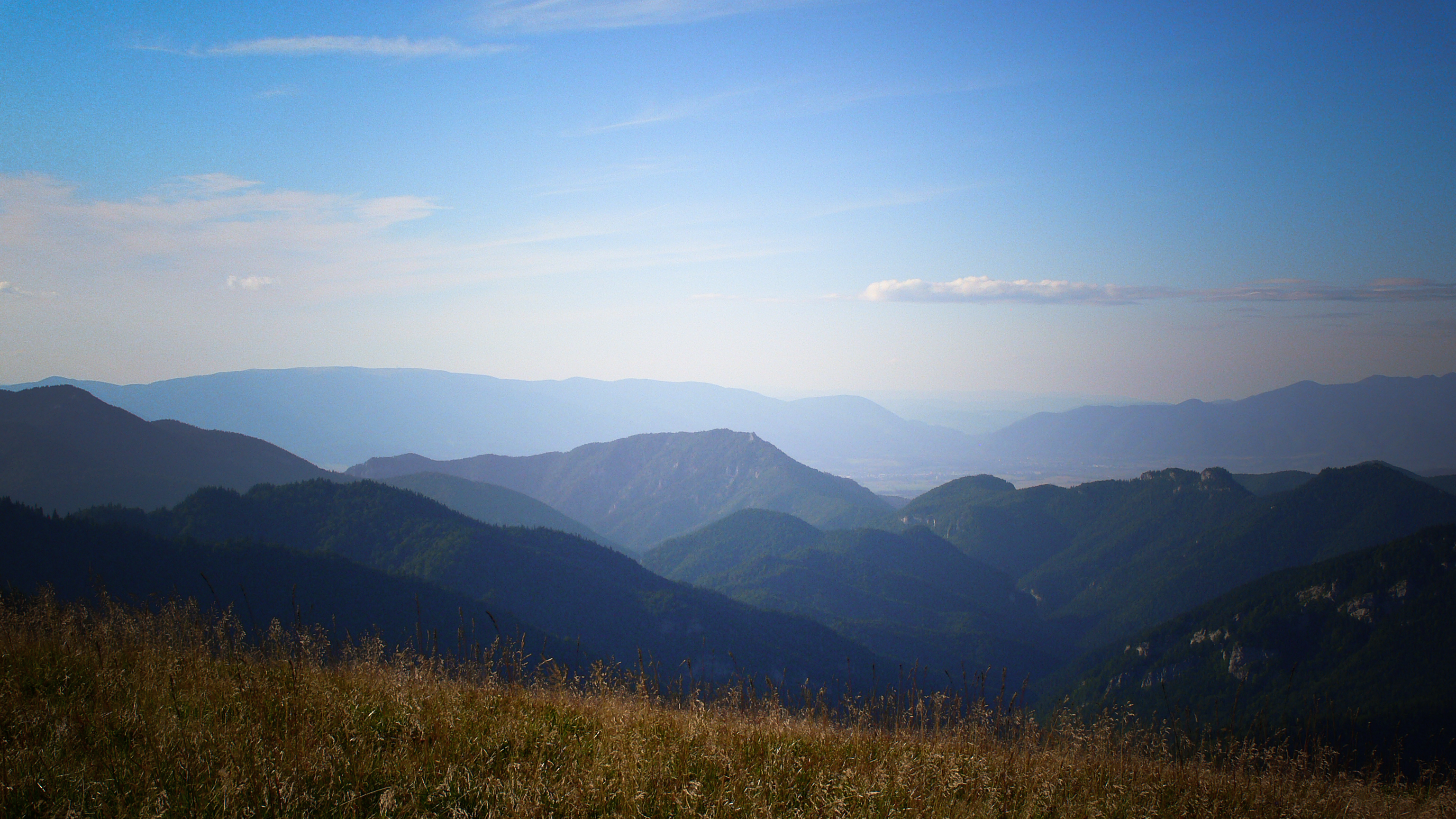
Parco nazionale della Grande Fatra

Le tre grotte più lunghe includono il sistema di grotte Demänová nei Bassi Tatra (41 km), la Mesačný tieň negli Alti Tatra (32 km) e la Stratenská diera nel Paradiso slovacco (22 km). Le grotte più profonde sono la Hipmanove jaskyne nei Bassi Tatra (495 m), la Mesačný tieň (451 m) e la Javorinka (374 m) negli Alti Tatra.

### Aree protette
Il Paese fu uno dei primi al mondo ad adottare una norma per la protezione della natura e del paesaggio, nel 1955. Qualche anno prima, nel 1949, venne istituito il primo parco nazionale, quello del Tatra. La conservazione della natura in Slovacchia si articola su 5 livelli: al primo corrisponde il più basso livello di protezione, al quinto il più alto. La Slovacchia ha 23 aree protette su larga scala, con 9 parchi nazionali, e centinaia di aree protette su piccola scala.

## Arte e cultura

### Patrimoni dell'umanità
La Slovacchia possiede diversi siti iscritti nella Lista dei patrimoni dell'umanità dell'UNESCO.

### Letteratura

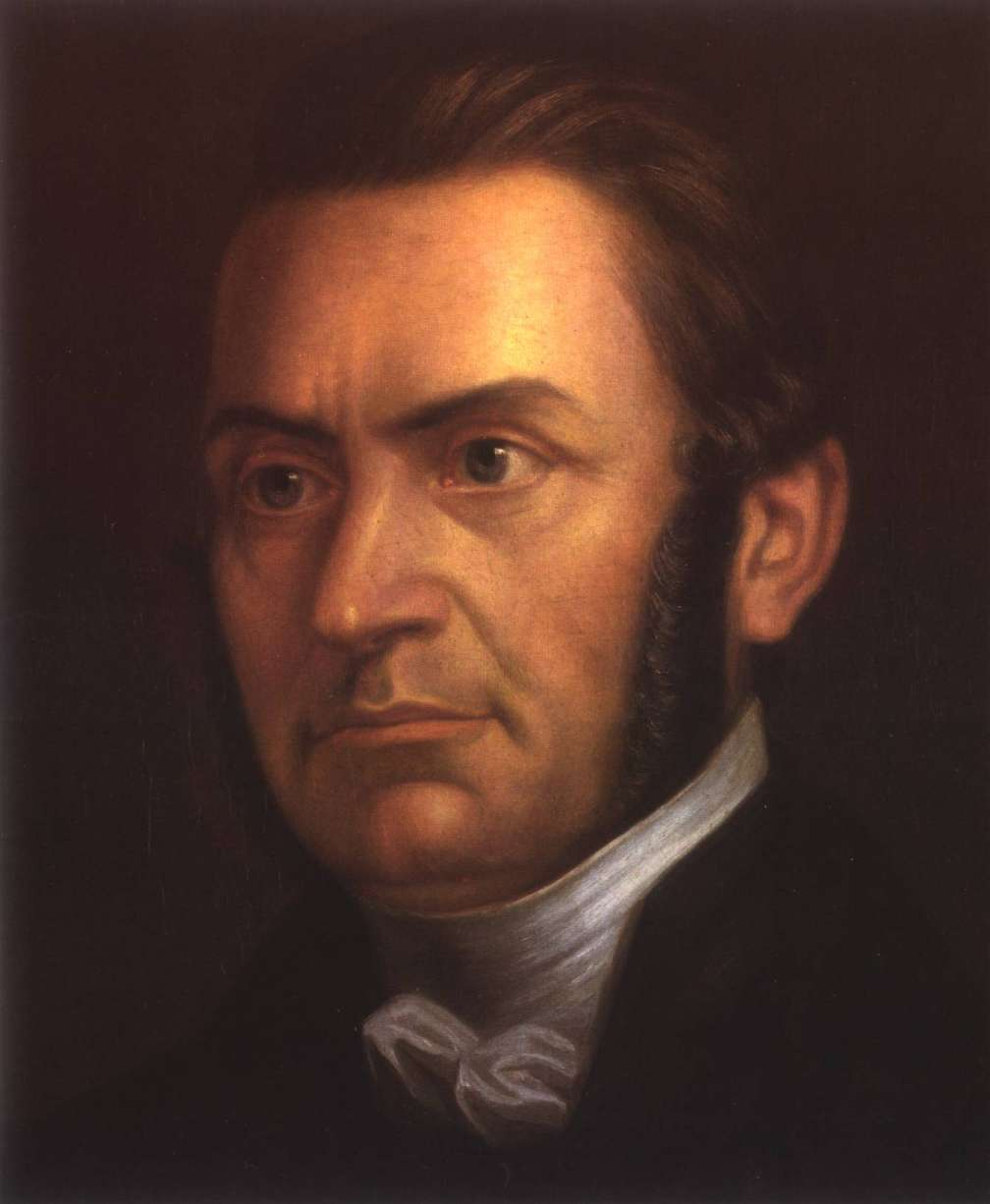
Pavel Jozef Šafárik, tra i primi slavisti scientifici.

Una letteratura slovacca vera e propria si afferma nel XIX secolo con Ľudovít Štúr, linguista e poeta, Pavol Országh Hviezdoslav, il maggior poeta slovacco e Ján Hollý, autore di Svätopluk (1833), il poema epico eroico nazionale slovacco. basato anche sul valore della libertà nazionale e l'umanità del popolo slovacco. Nel XX secolo prevale una forma di scrittura di impatto storico e sociale sulla situazione slovacca durante la seconda guerra mondiale. Nel XXI secolo si distinse,tra gli altri, Pavol Rankov, primo scrittore slovacco ad aggiudicarsi il Premio letterario dell'Unione europea,nel 2009, col romanzo Stalo sa prvého septembra (alebo inokedy).

### Musica
La fujara è tra gli strumenti più caratteristici della Slovacchia. Nel XIX secolo si afferma la musica romantica con Ján Levoslav Bella. Tra i nomi di spicco del XX secolo vanno annoverati Eugen Suchoň, Jàn Cikker, Peter Machajdik e Juraj Filas nell'ambito della musica colta, mentre Janka Guzová è stata una nota autrice di canzoni popolari. Tra le soprano spicca Edita Gruberová. La cantante Jana Kirschner è una delle voci più popolari della scena musicale slovacca attuale.

### Cinema
In ambito cinematografico possiamo ricordare registi come Paľo Bielik, anche noto attore, celebre protagonista del film Janosik (1936), e, ancora, Juraj Jakubisko, che ha ottenuto numerosi riconoscimenti internazionali.

### Scienza e tecnologia

#### La Slovacchia nello spazio
- 20 febbraio 1999: Ivan Bella è il primo slovacco ad andare nello spazio
- 23 giugno 2017: viene lanciato SkCUBE, il primo satellite slovacco

## Sport

### Hockey su ghiaccio
Tra le varie discipline sportive in cui la Slovacchia ha conseguito ottimi risultati ricordiamo l'hockey su ghiaccio: nel 2002 la Nazionale di hockey su ghiaccio maschile della Slovacchia ha infatti conseguito l'oro mondiale nel Campionato mondiale di hockey su ghiaccio maschile 2002, disputatosi in Svezia.

### Ciclismo
Nella disciplina ciclistica ricordiamo Peter Sagan, primo corridore della storia del ciclismo su strada a vincere tre mondiali consecutivi.

### Sci alpino
Riguardo allo sci alpino spicca Petra Vlhová, campionessa del mondo nello slalom gigante nel 2019.

### Calcio
La Nazionale di calcio della Slovacchia fu ricostituita dopo lo scioglimento della Cecoslovacchia nel 1992.
Conquistò una storica, ed unica, qualificazione ai Mondiali di calcio del 2010 dove uscì agli ottavi di finale con importanti giocatori di livello internazionale come Marek Hamšík, capocannoniere della nazionale con 26 reti, Róbert Vittek e Peter Pekarík.
Ottenne la qualificazione a tre edizioni del campionato europeo (2016, 2020 e 2024), nelle quali venne convocato Milan Škriniar, difensore e capitano della nazionale.
Il maggior campionato professionistico del Paese è la Superliga, la squadra che ha vinto più volte la competizione è lo Slovan Bratislava.

### Giochi olimpici
Il primo oro olimpico per la Slovacchia fu conquistato da Michal Martikán, nel kayak, ai Giochi olimpici di Atlanta del 1996.
La prima medaglia olimpica della Slovacchia indipendente fu la medaglia di bronzo ottenuta nel tiro a segno da Jozef Gönci.

## Tradizioni

### Gastronomia

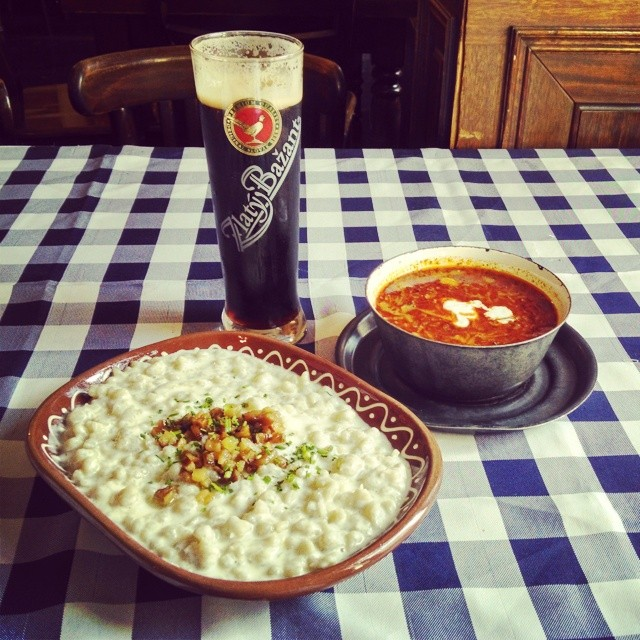
Bryndzové halušky, kapustnica e una birra scura Zlatý bažant

Simile alla cucina ceca, la cucina slovacca è sostanziosa e ricca. Gli ingredienti principali nei piatti tipici del Paese sono il latte, le patate, i crauti e la carne. Le zuppe tipiche slovacche includono, ad esempio, la zuppa di crauti (kapustnica), la zuppa di bryndza (demikát), la zuppa di aglio, la zuppa di fagioli e salsicce e la zuppa di manzo e pollo.
Il piatto nazionale della Slovacchia si chiama bryndzové halušky (gnocchi di bryndza), dove gli gnocchi vengono serviti con formaggio di pecora e pancetta. Un altro piatto di gnocchi comune è chiamato strapačky o kapustové halušky (gnocchi di crauti), con diverse varianti in tutto il Paese. I pierogi (pirohy) con ripieno dolce o salato sono particolarmente presenti nella Slovacchia orientale. Tipici della Slovacchia sono anche le frittelle di patate (lokše), i piatti di carne come l'oca arrosto e il sanguinaccio (jaternica), la salsiccia pressata (tlačenka) e l'aspic (huspenina). Tradizionalmente si preparano anche vari piatti a base di porridge con cereali, come il semolino al latte (krupicová kaša). Storicamente un piatto popolare preparato durante il lavoro agricolo erano le uova strapazzate, così come altri piatti a base di uova erano parte integrante dei piatti festivi. Per ragioni storiche la cucina slovacca è stata influenzata, oltre che da quella ceca, in particolare da quella austriaca e da quella ungherese: per cui, ad esempio, il controfiletto (sviečková), la cotoletta alla viennese (viedenský rezeň) e il gulasch (guláš) sono popolari in Slovacchia. Come in Cechia, il cibo di strada comprende il formaggio impanato (vyprážaný syr), così come l’insalata treska v majonéze (merluzzo e maionese), diffusa quasi esclusivamente in Slovacchia e divenuta una sorta di piatto nazionale. Tra i diversi tipi di carne quelli più usati sono il maiale, il manzo e il pollo, mentre la carne di selvaggina è meno frequente. Nonostante la tradizione contadina alpina, la carne di agnello e di pecora non è attualmente molto diffusa, mentre in passato lo erano. La carpa e la trota sono tra i pesci più utilizzati nei piatti di questo tipo.

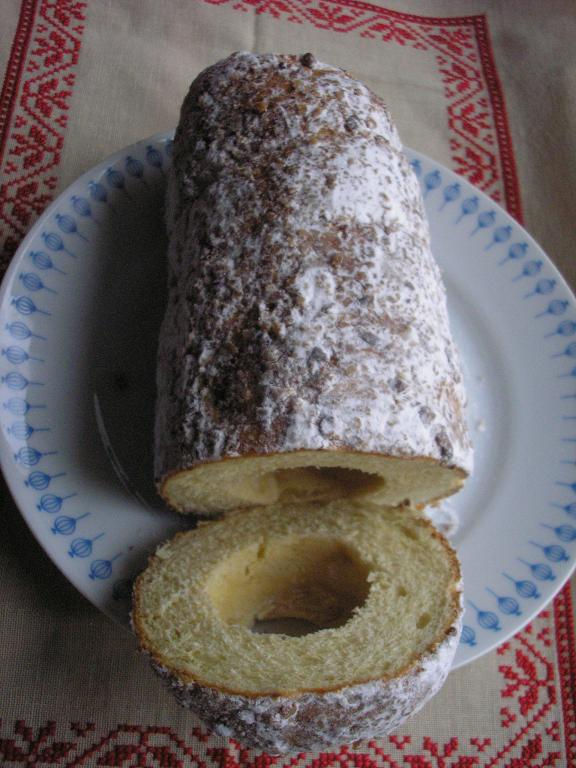
Trdelník

Dolci tipici slovacchi sono le torte a base di pasta lievitata e pasta frolla, lo strudel ai semi di papavero, alle noci o al quark oppure i buchteln con marmellata, semi di papavero, quark o noci. Le tagliatelle ai semi di papavero al forno (opekance s makom) vengono preparate soprattutto a Natale perché, tra le altre cose, il papavero simboleggia la ricchezza nella tradizione popolare slovacca. Alcune specialità includono il trdelník della città slovacca occidentale di Skalica e i rotoli dolci di Bratislava (bratislavské rožky). Sono popolari anche i pagáče e le torte con crauti come dolci salati. I formaggi tipici del paese sono preparati con latte di pecora e includono, oltre al bryndza, parenica, oštiepok e korbáčik.
Tipi specifici di alcolici slovacchi sono la borovička (brandy al ginepro) e hriatô (miscela di pancetta fritta, alcool e miele o zucchero). Oltre alla sliwowitz (slivovica), conosciuta in altri Paesi europei, si producono anche grappe alla frutta come la marhuľovica (grappa all'albicocca), la jablkovica (grappa alla mela) o la hruškovica (grappa alla pera). Un tipico liquore alle erbe slovacco è il Demänovka di Liptovský Mikuláš. La birra è popolare anche in Slovacchia, con marchi locali come Corgoň, Kelt, Smädný mních, Stein, Šariš, Topvar e Zlatý Bažant, ora di proprietà di aziende produttrici di birra internazionali. Inoltre, soprattutto dalla fine degli anni 2000, sono emersi numerosi piccoli birrifici: all'inizio del 2020 si contavano complessivamente 76 piccoli birrifici, oltre a quattro birrifici di medie e grandi dimensioni. Anche la viticoltura è praticata, soprattutto nell'ovest e nel sud del paese; i Piccoli Carpazi sono conosciuti come una regione vinicola, così come la parte slovacca della regione nei pressi di Tokaj, dove si produce l'omonimo vino, molto conosciuto in tutto il mondo. L'azienda Hubert produce spumante dal 1825 come prima cantina di spumanti fuori dai confini della Francia.
Le bevande analcoliche più famose includono la bevanda al succo d'uva Vinea e Kofola. Una bevanda tradizionale slovacca viene ricavata dal siero del latte utilizzato per la produzione del formaggio e si chiama žinčica.

### Festività
Ci sono sei giorni festivi nazionali in Slovacchia che, con l'eccezione del 28 ottobre, sono anche giorni di riposo dal lavoro:
| Data         | Nome                                                         | Nome slovacco                                          |
| ------------ | ------------------------------------------------------------ | ------------------------------------------------------ |
| 1º gennaio   | Giorno della fondazione della Repubblica Slovacca            | Deň vzniku Slovenskej republiky                        |
| 5 luglio     | Festa dei Santi Cirillo e Metodio                            | Sviatok svätého Cyrila a Metoda                        |
| 29 agosto    | Giorno dell'Insurrezione nazionale slovacca                  | Výročie SNP                                            |
| 1º settembre | Giorno della Costituzione della Repubblica Slovacca          | Deň Ústavy Slovenskej republiky                        |
| 28 ottobre   | Giorno della creazione dello Stato cecoslovacco indipendente | celebrazioni per la patrona cattolica della Slovacchia |
| 17 novembre  | Giorno della lotta per la libertà e la democrazia            | Deň boja za slobodu a demokraciu                       |

Altre festività con riposo dal lavoro sono il 6 gennaio (Epifania), il Venerdì Santo, il Lunedì di Pasqua, il 1º maggio (Festa dei lavoratori), l'8 maggio (Giorno della vittoria sul fascismo), il 15 settembre (Giorno dei sette dolori di Maria, Patrona della Slovacchia), 1º novembre (Ognissanti), 24 dicembre (Vigilia di Natale), 25 dicembre (primo giorno di Natale), 26 dicembre (secondo giorno di Natale).